# Elecciones regionales de Colombia de 2023
Las elecciones regionales de Colombia de 2023 se llevaron a cabo el 29 de octubre de 2023, con el fin de elegir los cargos de gobernadores para los 32 departamentos, diputados de las Asambleas Departamentales, alcaldes de 1.102 municipios, concejales municipales y ediles de las Juntas Administradoras Locales del territorio nacional.

## Sistema Electoral

### Legislación
Según la Constitución de Colombia, pueden ejercer su derecho a sufragio los ciudadanos mayores 18 años de edad que no hagan parte de la Fuerza Pública, no estén en un proceso de interdicción, y que no hayan sido condenados. Las personas que se encuentran en centros de reclusión, tales como cárceles o reformatorios, podrán votar en los establecimientos que determine la Registraduría Nacional. La inscripción en el registro civil no es automática, el ciudadano debe dirigirse a la sede regional de la Registraduría para inscribir su identificación personal en un puesto de votación.
La Ley 136 de 1994 establece que para ser elegido gobernador se requiere ser ciudadano colombiano en ejercicio y haber nacido o ser residente del respectivo departamento durante un año anterior a la fecha de inscripción o durante un período mínimo de tres años consecutivos en cualquier época. El gobernador se elige por mayoría simple, sin tener en cuenta la diferencia de votos con relación a quien obtenga el segundo lugar. 
Está prohibido para los funcionarios públicos del departamento y de los municipios difundir propaganda electoral a favor o en contra de cualquier partido, agrupación o movimiento político, a través de publicaciones, estaciones de televisión y de radio o imprenta pública, según la Constitución y la Ley Estatutaria de Garantías Electorales. También les está expresamente prohibido acosar, presionar, o determinar, en cualquier forma, a subalternos para que respalden alguna causa, campaña o controversia política.
Los organismos encargados de velar administrativamente por el evento son la Registraduría Nacional del Estado Civil y el Consejo Nacional Electoral.

### Voto en blanco
De acuerdo con la sentencia C-490 de 2011 de la Corte Constitucional de Colombia, que declaró la exequibilidad de la Ley 1475 (Reforma Política), el voto en blanco es «una expresión política de disentimiento, abstención o inconformidad, con efectos políticos» y agrega que «el voto en blanco constituye una valiosa expresión del disenso a través del cual se promueve la protección de la libertad del elector. Como consecuencia de este reconocimiento la Constitución le adscribe una incidencia decisiva en procesos electorales orientados a proveer cargos unipersonales y de corporaciones públicas de elección popular».

De acuerdo con el artículo 9 del Acto Legislativo 01 de 2009, en caso de victoria del voto en blanco, 
"Deberá repetirse por una sola vez la votación para elegir miembros de una corporación pública, gobernador, alcalde o la primera vuelta en las elecciones presidenciales, cuando el total de los votos válidos, los votos en blanco constituyan la mayoría. Tratándose de elecciones unipersonales no podrán presentarse los mismos candidatos, mientras que en las corporaciones públicas no se podrán presentar a las nuevas elecciones las listas que no hayan alcanzado el umbral". 
Según lo anterior, si en la repetición de las votaciones llegara a ganar nuevamente el voto en blanco, quedaría como ganador el candidato que alcanzó la mayoría de votos válidos en el certamen electoral. Por lo cual, se elegirá el segundo puesto en votos. La Corte Constitucional, en sentencia C-490 de 2011 declaró inexequible la norma de la Reforma Política que ordenaba repetir elecciones «cuando el voto en blanco obtenga más votos que el candidato o lista que haya sacado la mayor votación» y en consecuencia la mayoría necesaria para repetir la elección es mayoría absoluta, es decir el 50% más 1 de los votos válidos, y no mayoría simple.

## Resultados a Gobernador
Candidatura retirada pero presente en el tarjetón, por lo que sus votos son contados.

### Amazonas
|  | 45.30 % |

|  | 44.28 % |

|  | 7.21 % |

|  | 0.44 % |

|  | 0.18 % |

|  | 2.56 % |

|  | 1.17 % |

|  | 2.57 % |

### Antioquia
|  | 37.31 % |

|  | 23.28 % |

|  | 14.03 % |

|  | 9.16 % |

|  | 2.15 % |

|  | 1.32 % |

|  | 1.28 % |

|  | 0.65 % |

|  | 0.50 % |

|  | 0.15 % |

|  | 9.99 % |

|  | 1.75 % |

|  | 9.48 % |

### Arauca
|  | 37.97 % |

|  | 37.57 % |

|  | 7.95 % |

|  | 6.74 % |

|  | 2.36 % |

|  | 1.35 % |

|  | 0.36 % |

|  | 0.31 % |

|  | 0.25 % |

|  | 0.23 % |

|  | 4.90 % |

|  | 1.83 % |

|  | 5.15 % |

### Atlántico
|  | 48.75 % |

|  | 30.64 % |

|  | 5.67 % |

|  | 1.60 % |

|  | 1.11 % |

|  | 0.76 % |

|  | 11.19 % |

|  | 1.58 % |

|  | 11.60 % |

### Bolívar
|  | 70.09 % |

|  | 5.17 % |

|  | 4.86 % |

|  | 1.83 % |

|  | 1.61 % |

|  | 1.60 % |

|  | 0.89 % |

|  | 0.67 % |

|  | 0.55 % |

|  | 12.68 % |

|  | 1.45 % |

|  | 15.77 % |

### Boyacá
|  | 42.83 % |

|  | 35.85 % |

|  | 8.54 % |

|  | 6.52 % |

|  | 1.24 % |

|  | 0.63 % |

|  | 0.20 % |

|  | 4.20 % |

|  | 1.38 % |

|  | 3.74 % |

### Caldas
|  | 46.25 % |

|  | 43.52 % |

|  | 1.59 % |

|  | 0.73 % |

|  | 7.88 % |

|  | 3.30 % |

|  | 6.72 % |

### Caquetá
|  | 41.44 % |

|  | 35.24 % |

|  | 12.24 % |

|  | 3.53 % |

|  | 1.97 % |

|  | 1.12 % |

|  | 0.30 % |

|  | 4.13 % |

|  | 1.63 % |

|  | 5.07 % |

### Casanare
|  | 56.39 % |

|  | 38.01 % |

|  | 1.80 % |

|  | 0.55 % |

|  | 0.00 % |

|  | 0.15 % |

|  | 0.07 % |

|  | 2.63 % |

|  | 1.50 % |

|  | 1.51 % |

### Cauca
|  | 32.32 % |

|  | 24.48 % |

|  | 20.26 % |

|  | 5.23 % |

|  | 3.87 % |

|  | 2.12 % |

|  | 1.26 % |

|  | 1.06 % |

|  | 9.35 % |

|  | 2.86 % |

|  | 11.96 % |

### Cesar
|  | 44.13 % |

|  | 35.03 % |

|  | 8.29 % |

|  | 5.30 % |

|  | 1.00 % |

|  | 0.75 % |

|  | 0.53 % |

|  | 0.45 % |

|  | 0.11 % |

|  | 4.35 % |

|  | 1.64 % |

|  | 6.00 % |

### Chocó
|  | 49.57 % |

|  | 45.73 % |

|  | 0.51 % |

|  | 0.31 % |

|  | 2.52 % |

|  | 9.78 % |

### Córdoba
|  | 61.03 % |

|  | 31.19 % |

|  | 1.53 % |

|  | 1.04 % |

|  | 0.87 % |

|  | 4.31 % |

|  | 1.05 % |

|  | 10.00 % |

### Cundinamarca
|  | 57.31 % |

|  | 10.70 % |

|  | 6.68 % |

|  | 6.13 % |

|  | 3.41 % |

|  | 1.32 % |

|  | 0.94 % |

|  | 0.69 % |

|  | 12.76 % |

|  | 3.01 % |

|  | 6.28 % |

### Guainía
|  | 33.48 % |

|  | 28.91 % |

|  | 28.53 % |

|  | 5.18 % |

|  | 2.18 % |

|  | 0.60 % |

|  | 0.09 % |

|  | 0.99 % |

|  | 1.09 % |

|  | 1.85 % |

### Guaviare
|  | 51.95 % |

|  | 18.56 % |

|  | 12.96 % |

|  | 16.51 % |

|  | 2.78 % |

|  | 6.52 % |

### Huila
|  | 42.94 % |

|  | 31.78 % |

|  | 10.25 % |

|  | 2.63 % |

|  | 1.30 % |

|  | 1.04 % |

|  | 0.62 % |

|  | 0.49 % |

|  | 0.26 % |

|  | 0.12 % |

|  | 8.49 % |

|  | 2.18 % |

|  | 8.08 % |

### La Guajira
|  | 57.82 % |

|  | 27.03 % |

|  | 6.41 % |

|  | 2.56 % |

|  | 6.16 % |

|  | 1.91 % |

|  | 10.79 % |

### Magdalena
|  | 50.75 % |

|  | 17.02 % |

|  | 15.98 % |

|  | 6.41 % |

|  | 2.06 % |

|  | 0.61 % |

|  | 0.32 % |

|  | 6.81 % |

|  | 1.22 % |

|  | 11.33 % |

### Meta
|  | 36.96 % |

|  | 21.21 % |

|  | 13.87 % |

|  | 10.98 % |

|  | 5.59 % |

|  | 1.49 % |

|  | 0.88 % |

|  | 0.76 % |

|  | 0.40 % |

|  | 0.30 % |

|  | 7.51 % |

|  | 3.25 % |

|  | 3.93 % |

### Nariño
|  | 51.67 % |

|  | 32.55 % |

|  | 4.72 % |

|  | 1.96 % |

|  | 1.45 % |

|  | 0.29 % |

|  | 0.29 % |

|  | 0.28 % |

|  | 6.73 % |

|  | 1.78 % |

|  | 9.16 % |

### Norte de Santander
|  | 37.68 % |

|  | 21.28 % |

|  | 16.82 % |

|  | 6.51 % |

|  | 4.50 % |

|  | 4.32 % |

|  | 0.64 % |

|  | 0.56 % |

|  | 7.64 % |

|  | 2.07 % |

|  | 7.34 % |

### Putumayo
|  | 43.70 % |

|  | 37.26 % |

|  | 6.82 % |

|  | 6.21 % |

|  | 1.14 % |

|  | 0.59 % |

|  | 4.25 % |

|  | 1.57 % |

|  | 4.69 % |

### Quindío
|  | 32.24 % |

|  | 30.12 % |

|  | 10.62 % |

|  | 8.04 % |

|  | 4.64 % |

|  | 0.73 % |

|  | 0.62 % |

|  | 0.45 % |

|  | 12.50 % |

|  | 3.81 % |

|  | 6.43 % |

### Risaralda
|  | 28.52 % |

|  | 27.07 % |

|  | 23.49 % |

|  | 9.11 % |

|  | 2.41 % |

|  | 9.37 % |

|  | 3.13 % |

|  | 6.62 % |

### San Andrés y Providencia
|  | 70.32 % |

|  | 22.35 % |

|  | 1.59 % |

|  | 1.40 % |

|  | 0.77 % |

|  | 0.58 % |

|  | 2.94 % |

|  | 0.65 % |

|  | 2.05 % |

### Santander
|  | 38.97 % |

|  | 19.23 % |

|  | 16.70 % |

|  | 12.45 % |

|  | 2.44 % |

|  | 1.02 % |

|  | 1.00 % |

|  | 0.78 % |

|  | 0.32 % |

|  | 7.05 % |

|  | 1.68 % |

|  | 5.44 % |

### Sucre
|  | 45.87 % |

|  | 41.62 % |

|  | 2.77 % |

|  | 1.34 % |

|  | 1.07 % |

|  | 0.67 % |

|  | 0.50 % |

|  | 0.27 % |

|  | 0.24 % |

|  | 5.59 % |

|  | 1.70 % |

|  | 10.38 % |

### Tolima
|  | 58.60 % |

|  | 14.11 % |

|  | 12.84 % |

|  | 2.44 % |

|  | 1.45 % |

|  | 10.52 % |

|  | 2.99 % |

|  | 9.75 % |

### Valle del Cauca
|  | 42.17 % |

|  | 12.57 % |

|  | 6.95 % |

|  | 5.74 % |

|  | 1.96 % |

|  | 1.74 % |

|  | 1.21 % |

|  | 27.61 % |

|  | 3.37 % |

|  | 8.11 % |

### Vaupés
|  | 33.99 % |

|  | 31.15 % |

|  | 16.94 % |

|  | 12.34 % |

|  | 3.75 % |

|  | 0.68 % |

|  | 0.16 % |

|  | 0.95 % |

|  | 1.40 % |

|  | 1.85 % |

### Vichada
|  | 30.79 % |

|  | 28.91 % |

|  | 25.49 % |

|  | 10.08 % |

|  | 2.71 % |

|  | 0.21 % |

|  | 0.18 % |

|  | 1.59 % |

|  | 1.29 % |

|  | 4.39 % |

## Alcaldes electos

### Amazonas
| Municipio     | Alcalde electo            | Partido             | Votos | Porcentaje |
| ------------- | ------------------------- | ------------------- | ----- | ---------- |
| Leticia       | Elkín Jadrian Uni Heredia | Colombia Renaciente | 9.280 | 37.93%     |
| Puerto Nariño | Edilberto Suárez Pinto    | Partido de la U     | 1.698 | 48.94%     |

### Antioquia
| Municipio                 | Alcalde electo                        | Partido | Votos   | Porcentaje |
| ------------------------- | ------------------------------------- | --- | ------- | ---------- |
| Abejorral                 | Manuel Alberto Guzmán Marín           | Unidos Volvemos a Creer Partido Conservador Partido Liberal Cambio Radical                                                                    | 4.701   | 56,70%     |
| Abriaqui                  | Daniel Alberto Salas Gallego          | Partido Conservador | 814     | 42.81%     |
| Alejandría                | Gloria Cecilia Naranjo Osorio         | Somos Más Pasión por Alejandría Partido Conservador Partido Liberal Alianza Verde AICO                                                        | 1.645   | 53.04%     |
| Amagá                     | Wilser Darío Molina Molina            | Amagá Enamora Partido de la U Cambio Radical Centro Democrático                                                                               | 6.761   | 47.76%     |
| Amalfi                    | Wilmar Alonso Vélez Londoño           | El Desarrollo Territorial Nos Junta Partido de la U AICO                                                                                      | 2.649   | 34.48%     |
| Andes                     | Germán Alexander Vélez Orozco         | Centro Democrático | 9.873   | 53.95%     |
| Angelópolis               | José Luis Montoya Quiceno             | Unidos Por El Cambio Alianza Verde Partido Liberal Partido Demócrata                                                                          | 1.907   | 49.76%     |
| Angostura                 | Víctor Ignacio Medina Gómez           | Dignidad y Compromiso | 3.124   | 64.22%     |
| Anorí                     | Gustavo Alfredo Silva Gutiérrez       | G.S.C. Firmes por Anorí | 2.342   | 33.75%     |
| Antioquia                 | Yamid Carvajal Carvajal               | Partido Liberal Partido Conservador Partido Demócrata                                                                                         | 5.603   | 42.02%     |
| Anza                      | Juan Guillermo Hincapié Figueroa      | En Marcha | 2.335   | 51.67%     |
| Apartadó                  | Héctor Rangel Palacios Rodríguez      | Unidos por la Vida Partido Liberal Partido de la U Alianza Verde Alianza Social Independiente MAIS Colombia Renaciente                        | 28.092  | 50.09%     |
| Arboletes                 | Álvaro González Ávila                 | Arboletes Asunto de Todos Partido Liberal Alianza Social Independiente Colombia Renaciente Cambio Radical Nuevo Liberalismo                   | 9.276   | 59.96%     |
| Argelia                   | Diego Alexander López Giraldo         | G.S.C. Unidos El Desarrollo Es Posible | 2.294   | 53.61%     |
| Armenia                   | Martha Libia Parra Gil                | Partido de la U | 1.155   | 43.93%     |
| Barbosa                   | Juan David Rojas Agudelo              | G.S.C. !Barbosa Nos Une! | 8.007   | 34.88%     |
| Bello                     | Yulieth Lorena González Ospina        | Bello Nos Une Centro Democrático Cambio Radical Colombia Renaciente AICO                                                                      | 63.886  | 38.01%     |
| Belmira                   | Darcy Esteban Arboleda Rúa            | Partido Conservador | 1.953   | 54.55%     |
| Betania                   | Diego Arley de Jesús Guerra Gutiérrez | Betania Nos Une Partido Liberal Partido Conservador AICO Centro Democrático                                                                   | 2.547   | 52.00%     |
| Betulia                   | Néstor Camilo Serna Hernández         | Betulia Avanza Partido Conservador Partido de la U Creemos Colombia                                                                           | 3.322   | 49.51%     |
| Bolívar                   | León Darío Acevedo Vargas             | Pasión y Visión Por Bolívar Centro Democrático Partido Conservador Cambio Radical Partido de la U Creemos Colombia                            | 6.865   | 60.51%     |
| Briceño                   | Noe de Jesús Espinosa Vásquez         | En Marcha | 3.391   | 74.67%     |
| Buritica                  | José Luis Rodríguez Usuga             | Partido Liberal | 2.111   | 41.66%     |
| Cáceres                   | Damiana María Monterrosa Pérez        | Por La Gente Alianza Social Independiente Partido Conservador Alianza Verde                                                                   | 6.987   | 59.94%     |
| Caicedo                   | Yuber Felipe Molina Murillo           | Por El Caicedo Que Queremos Partido Conservador Centro Democrático Colombia Renaciente                                                        | 2.474   | 56.30%     |
| Caldas                    | Jorge Mario Rendon Vélez              | G.S.C.Profe Piolo Creamos Partido Liberal Cambio Radical                                                                                      | 12.912  | 31.66%     |
| Campamento                | Cristian Andrés Agudelo Posada        | Cambio Radical Partido Conservador Alianza Democrática Amplia                                                                                 | 1.826   | 45.37%     |
| Cañasgordas               | Diego Alonso Vanegas Arango           | Colombia Renaciente | 4.9651  | 50.90%     |
| Caracoli                  | Rodrigo Alveiro Cadavid Herrera       | Autoridades Indígenas de Colombia | 1.997   | 64.02%     |
| Caramanta                 | Juan Esteban Correa Cárdenas          | Caramanta Nuestra Pasión Cambio Radical Nueva Fuerza Democrática                                                                              | 1.710   | 58.14%     |
| Carepa                    | Agapito Murillo Palacios              | Partido Independientes | 6.607   | 26.80%     |
| Carmen de Viboral         | Hugo Alfonso Jiménez Cuervo           | El Carmen Prioridad De Todos Creemos Colombia Centro Democrático Nuevo Liberalismo Colombia Justa Libres Alianza Democrática Amplia MAIS AICO | 6.623   | 23.78%     |
| Carolina del Príncipe     | Ana Isabel Avendaño Duque             | Partido Conservador | 966     | 31.55%     |
| Caucasia                  | Jhoan Oderis Montes Cortes            | Hagámoslo Todos Juntos por Caucasia Partido Conservador Cambio Radical Nuevo Liberalismo                                                      | 12.549  | 30.61%     |
| Chigorodó                 | Tulia Irene Ruiz García               | Alianza Social Independiente | 11.847  | 44.18%     |
| Cisneros                  | Lina María Correa Valencia            | Juntos Somos El Futuro Partido Conservador Gente en Movimiento                                                                                | 3.557   | 48.52%     |
| Cocorná                   | David Alejandro Gómez Hoyos           | Partido Conservador Partido Liberal Alianza Social Independiente Centro Democrático                                                           | 3.648   | 40.66%     |
| Concepción                | Adrián Henao Carvajal                 | En Concepción El Progreso Continúa Cambio Radical Centro Democrático                                                                          | 1.031   | 32.42%     |
| Concordia                 | Alexandra María Herrera Quijano       | Podemos Hacerlo Partido Liberal Partido de la U Partido Conservador                                                                           | 2.848   | 38.33%     |
| Copacabana                | Johnnatan Andrés Pinedo Agudelo       | Creemos Colombia | 13.362  | 34.01%     |
| Dabeiba                   | Daniel Higuita Herrera                | Primero Dabeiba Partido Liberal En Marcha | 6.159   | 55.21%     |
| Don Matías                | Javier Darío López Restrepo           | Centro Democrático | 4.593   | 50.24%     |
| Ebejico                   | David Alonso Restrepo Castrillon      | Unidos Por Un Ebejico Mejor Partido Liberal Colombia Renaciente Cambio Radical                                                                | 2.853   | 41.82%     |
| El Bagre                  | Marco Fidel Trespalacio Bulloso       | Alianza Verde | 8.439   | 39.27%     |
| Entrerrios                | Julio César Lopera Posada             | Creemos Colombia | 1.806   | 31.07%     |
| Envigado                  | Raúl Eduardo Cardona González         | Envigado, Vamos Adelante Partido Liberal Alianza Verde Alianza Social Independiente Partido Conservador Partido de la U Cambio Radical        | 46.768  | 39.84%     |
| Fredonia                  | Aldubar de Jesús Vanegas Marin        | Por Amor A Fredonia Partido Liberal Partido Conservador Partido de la U Salvación Nacional                                                    | 4,459   | 44.76%     |
| Frontino                  | Luz Gabriela Rivera Cano              | Frontino Nos Une Partido Conservador Nuevo Liberalismo Cambio Radical                                                                         | 3.267   | 35.89%     |
| Giraldo                   | María Camila Manco Suárez             | El Giraldo Que Queremos Partido Conservador Centro Democrático                                                                                | 1.746   | 43.85%     |
| Girardota                 | Kevin Rene Bernal Morales             | Decencia En Lo Publico Nuevo Liberalismo Salvación Nacional                                                                                   | 13.041  | 44.50%     |
| Gómez Plata               | Luis Guillermo Pérez Echeverri        | Partido Conservador | 2.008   | 37,35%     |
| Granada                   | Daniel Andrés Hoyos Yepes             | Partido Conservador | 2.396   | 47.91%     |
| Guadalupe                 | José Fernando Salazar Ospina          | Partido Liberal | 1.498   | 40.72%     |
| Guarne                    | Diego Mauricio Grisales Gallego       | Por Todo Lo Que Nos Une Partido Liberal Partido de la U Partido Demócrata                                                                     | 6.274   | 22.61%     |
| Guatapé                   | David Esteban Franco Vallejo          | Juntos Construimos Alianza Social Independiente Partido de la U Nuevo Liberalismo                                                             | 3.607   | 59.53%     |
| Heliconia                 | Jorge Alexander Álvarez Arango        | Alianza Verde | 2.230   | 52.16%     |
| Hispania                  | Orlando Arturo Marin Atehortua        | Somos Hispania De Corazón Alianza Verde Partido Liberal                                                                                       | 1.518   | 42.70%     |
| Itagüí                    | Diego León Torres Sánchez             | G.S.C. Itagüí Somos Todos Partido Conservador                                                                                                 | 45.847  | 34.42%     |
| Ituango                   | Javier de Jesús Parias Posos          | Ituango Nos Une Cambio Radical AICO Centro Democrático                                                                                        | 3.510   | 48.48%     |
| Jardín                    | Claudia Yaneth Agudelo Naranjo        | Unidos, Sí Es Posible Partido de la U Alianza Verde                                                                                           | 2.861   | 35.86%     |
| Jericó                    | Sebastián Garces Piedrahíta           | Jericó Tierra De Oportunidades Cambio Radical Partido Liberal Partido Demócrata                                                               | 2.962   | 41.23%     |
| La Ceja del Tambo         | María Ilbed Santa Santa               | Alcadesa Ilbed Santa Alianza Verde Partido de la U Gente en Movimiento                                                                        | 10.193  | 26.97%     |
| La Estrella               | Liliana María Ramírez Quintero        | G.S.C. Una Estrella Para Todos | 11.541  | 33.06%     |
| La Pintada                | Hernan Antonio Correa Bedoya          | En Via Al Desarrollo Partido Liberal Partido Conservador Cambio Radical Partido de la U Alianza Democrática Amplia                            | 2.928   | 63,44%     |
| La Unión                  | Carmen Judith Valencia Moreno         | La Union Somos Todos Partido Liberal Partido Demócrata                                                                                        | 6.236   | 45.73%     |
| Liborina                  | Nancy Amparo Avendaño Moreno          | Colombia Renaciente | 3.395   | 51.80%     |
| Maceo                     | Carolina Andrea Sosa Gómez            | Coalicion Maceo Incluyente Partido Liberal Cambio Radical Centro Democrático                                                                  | 1.765   | 33.97%     |
| Marinilla                 | Julio César Serna Gómez               | Partido Conservador | 11.854  | 38.86%     |
| Medellín                  | Federico Andrés Gutiérrez Zuluaga     | Creemos Colombia | 689.519 | 73.36%     |
| Montebello                | Oscar Ernesto Cuervo Villada          | Coalición Yo Creo | 1.745   | 42.59%     |
| Murindo                   | Emperatriz Mena Palacio               | Polo Democrático Alternativo | 1.372   | 52.08%     |
| Mutata                    | Jairo Enrique Ortiz Palacio           | Mutata Lider Partido Liberal Cambio Radical                                                                                                   | 3.219   | 36.61%     |
| Nariño                    | Erika Cardona Pérez                   | Nariño En Buenas Manos | 1.868   | 38.06%     |
| Nechí                     | Yumaris Patricia Henríquez Banquet    | Nechi Primero 24/7 | 6.718   | 51.26%     |
| Necoclí                   | Guillermo José Cardona Moreno         | Acuerdo de Política y Coalición Programática                                                                                                  | 10.844  | 46.52%     |
| Olaya                     | Jesús David Hernández Londoño         | Partido de la U | 1.444   | 68.14%     |
| Peñol                     | Sandra Arelis Duque Velásquez         | Avanzamos Por El Peñol | 4.536   | 40.36%     |
| Peque                     | Ermilson de Jesús Hernández Hernández | Partido Alianza Verde | 2.760   | 55.82%     |
| Pueblorrico               | Cristian Camilo Zapata Ramírez        | Comprometidos Con La Gente | 1.807   | 47.46%     |
| Puerto Berrío             | Robinson Alberto Baena Zuluaga        | Cercano A La Gente | 4.237   | 24.95%     |
| Puerto Nare-La Magdalena  | Juan Carlos Acevedo Alzate            | Partido Liberal Colombiano | 3.703   | 45.04%     |
| Puerto Triunfo            | Franklin Portillo Gómez               | Diciendo y Haciendo Por Puerto Triunfo | 4.166   | 45.88%     |
| Remedios                  | Albeiro Arenas Molina                 | Partido Liberal Colombiano | 5.176   | 51.37%     |
| Retiro                    | Santiago Montoya Giraldo              | El Retiro Entre Todos | 6.180   | 42.64%     |
| Rionegro                  | Jorge Humberto Rivas Urrea            | Rionegro Nos Une | 41.092  | 50.54%     |
| Sabanalarga               | César Alonso Cuadros George           | Partido Conservador Colombiano | 2.596   | 45.24%     |
| Sabaneta                  | Alder James Cruz Ocampo               | Alder Cruz Alcalde | 20.037  | 36.33%     |
| Salgar                    | Víctor Raúl Maya Ceballos             | Es El Momento Salgar | 2.397   | 34.73%     |
| San Andrés                | José Fernando Chavarria Chavarria     | Juntos Creemos | 1.444   | 40.45%     |
| San Carlos                | Santiago Daza Espinosa                | Unidos Por La Transformación | 2.729   | 30.13%     |
| San Francisco             | Arturo Alexander Arias Duque          | Con La Gente y Para La Gente | 2.593   | 61.30%     |
| San Jerónimo              | Donaldo Fernan Vivares Gallego        | Juntos Hacemos Mas | 4.815   | 60.94%     |
| San José de la Montaña    | Julián Andrés González Posada         | Partido Conservador Colombiano | 1.176   | 66.55%     |
| San Juan de Urabá         | Luis Fernando Ruiz Díaz               | El Profe ¡Va Pa Esa!, San Juan Nos Une | 4.887   | 38.42%     |
| San Luis                  | César Abad Buitrago Arias             | Es El Momento | 3.322   | 47.19%     |
| San Pedro de los Milagros | José Danilo Álvarez Rodríguez         | Somos San Pedro | 4.352   | 34.78%     |
| San Pedro de Urabá        | Never Jacinto Carvajal Mirando        | San Pedro de Uraba Grande Y Sostenible | 6.945   | 42.17%     |
| San Rafael                | Eduin Aniceto Giraldo Quintana        | Partido Centro Democrático | 3.707   | 45.10%     |
| San Roque                 | Luis Alejandro Villegas Cano          | Volver A Creer San Roque | 5.804   | 61.47%     |
| San Vicente               | Nelson de Jesús Henao Zapata          | Partido Conservador Colombiano | 3.894   | 34.82%     |
| Santa Bárbara             | Jorge Mario Quintana Cañaveral        | Para Volver A Creer | 6.509   | 51.77%     |
| Santa Rosa de Osos        | Luis Fernando Molina Granda           | Partido de la U | 3.482   | 23.26%     |
| Santo Domingo             | Fabio Ignacio Mira Valencia           | Partido de la U | 2.165   | 35.14%     |
| Santuario                 | Martin Alberto Duque Gallo            | Unidos Con La Gente Para Seguir Avanzando | 5.675   | 30.95%     |
| Segovia                   | Edwin Alexander Castañeda Vahos       | Segovia Somos Uno | 4.700   | 30.22%     |
| Sonsón                    | Juan Diego Zuluaga Pulgarín           | El Progreso Continua | 6.075   | 39.79%     |
| Sopetrán                  | Tatiana Alexandra Carballo Hoyos      | Sopetran Es El Momento | 4.212   | 45.07%     |
| Támesis                   | Juan Pablo Pérez Ramírez              | Támesis Avanza | 4.874   | 53.88%     |
| Tarazá                    | Yomer Fabián Álvarez Correa           | Soy Taraza | 7.009   | 60.68%     |
| Tarso                     | Hugo Alexander Ocampo Ríos            | El Tarso Que Queremos | 1.977   | 47.71%     |
| Titiribí                  | Álex David Restrepo Salazar           | Coalición Somos Titiribi | 2.092   | 46.11%     |
| Toledo                    | Jhonny Alberto Marin Muñeton          | Partido Conservador - Partido Liberal - Partido Cambio Radical - Partido Colombia Renaciente                                                  | 1.788   | 63.49%     |
| Turbo                     | Alejandro Abuchar González            | Coalición Turbo Esperanza De Vida | 22.633  | 47.64%     |
| Uramita                   | Leonardo Usuga Correa                 | Partido Demócrata Colombiano | 1.503   | 35.28%     |
| Urrao                     | Nilson Javier Barrera Holguin         | Trabajemos Por Urrao | 3.451   | 31.36%     |
| Valdivia                  | Carlos Danober Molina Betancour       | Partido Alianza Verde | 3.956   | 59.94%     |
| Valparaíso                | José Mario Hernández Devia            | Partido Conservador Colombiano | 1.580   | 45.01%     |
| Vegachí                   | José María Ochoa Muñoz                | Vegachi En Buenas Manos | 3.099   | 47.89%     |
| Venecia                   | Ferney Darío Fernández                | Venecia Nos Une Y Nos Unira | 3.229   | 49.91%     |
| Vigía del Fuerte          | Jhoselin Lozano Mena                  | Vigia Merece Mas | 2.253   | 44.78%     |
| Yalí                      | Jhon Jairo Giraldo Posada             | Partido Cambio Radical | 1.559   | 44.10%     |
| Yarumal                   | Cristian David Céspedes Correa        | Yarumal Nos Une | 5.785   | 36.30%     |
| Yolombó                   | Jesús Amador Pérez Palacio            | Mas Humano Mas Comunal | 2.403   | 30.05%     |
| Yondó-Casabe              | Yerson Antonio Ariza Rivera           | Yondo Avanza | 4.196   | 36.17%     |
| Zaragoza                  | Andrés Emilio Lujan Monroy            | Coalición Partido Liberal Y Partido de la U                                                                                                   | 5.241   | 46.10%     |

### Arauca
| Municipio     | Alcalde electo                     | Partido                                                            | Votos  | Porcentaje |
| ------------- | ---------------------------------- | ------------------------------------------------------------------ | ------ | ---------- |
| Arauca        | Juan Alfredo Quenza Ramos          | Nueva Fuerza Democrática                                           | 18.908 | 45.26%     |
| Arauquita     | Luis Fernando Panqueva Torres      | Polo Democrático Alternativo                                       | 7.096  | 40.55%     |
| Cravo Norte   | Willson Norfaide Castillo Cisneros | Partido de la Unión por la Gente                                   | 1.152  | 48.42%     |
| Fortul        | Fredy García Hernández             | Polo Democrático Alternativo                                       | 4.575  | 61.04%     |
| Puerto Rondón | Henry Arley Gallardo López         | Coalición U - Cambio Radical                                       | 1.343  | 53.50%     |
| Saravena      | Juan Ignacio Cifuentes Santos      | Coalición U - Liberal - Verde - En Marcha - ASI - Fuerza de la Paz | 6.815  | 34.74%     |
| Tame          | Miguel Ángel Bastos Morales        | Hagamos Equipo por Tame                                            | 7.791  | 38.36%     |

### Atlántico
| Municipio        | Alcalde electo                 | Partido                                       | Votos   | Porcentaje |
| ---------------- | ------------------------------ | --------------------------------------------- | ------- | ---------- |
| Baranoa          | Edinson Palma Jiménez          | G.S.C. El Sentir de Todos                     | 20.975  | 55.52%     |
| Barranquilla     | Alejandro Char Chaljub         | Partido Cambio Radical                        | 415.632 | 73,24%     |
| Campo de la Cruz | Vanessa Elvia Torres Guette    | En Marcha                                     | 9.056   | 60.31%     |
| Candelaria       | Hayder Alexander Orozco Solano | Colombia Humana                               | 4.222   | 39.30%     |
| Galapa           | Fabián Alberto Bonett Berdugo  | Movimiento Alternativo Indígena y Social      | 14.775  | 49.13%     |
| Juan de Acosta   | Carlos Fidel Higgins Molina    | Movimiento de la Esperanza por Juan de Acosta | 8.460   | 59.30%     |
| Luruaco          | Ameth Juan Hanna               | Movimiento Alternativo Indígena y Social      | 8.176   | 45.58%     |
| Malambo          | Yenis Orozco Bonett            | Partido Liberal Colombiano                    | 32.641  | 53.01%     |
| Manatí           | Yenerys María Acuña Cervantes  | Partido Cambio Radical                        | 3.994   | 36.74%     |
| Palmar de Varela | José Junior Rua Fontalvo       | Partido Cambio Radical                        | 8.422   | 48.52%     |
| Piojó            | Walberto Ayala Goenaga         | Alianza Social Independiente                  | 2.107   | 47.28%     |
| Polonuevo        | Oscar Javier Aviles Oliva      | Coalición de la Esperanza - L - U             | 4.830   | 44.67%     |
| Ponedera         | Aristarco Romero Mariño        | Alianza Verde                                 | 6.765   | 43.35%     |
| Puerto Colombia  | Plinio Edgar Cerdeño Gómez     | Partido Liberal Colombiano                    | 13.076  | 49.14%     |
| Repelón          | Jorge Eliecer Reales Martínez  | Partido Liberal Colombiano                    | 6.692   | 45.24%     |
| Sabanagrande     | Darwin Alexander Rosales Mora  | Partido de la Unión por la Gente              | 10.283  | 53.16%     |
| Sabanalarga      | José Elías Chams Chams         | Coalición de la Esperanza - L - U             | 18.543  | 35.27%     |
| Santa Lucía      | Edward Ecker Martínez          | Partido Cambio Radical                        | 4.141   | 46.21%     |
| Santo Tomás      | Paula Hun Badillo              | Partido Liberal Colombiano                    | 7.452   | 37.43%     |
| Soledad          | Alcira Paola Sandoval Ibáñez   | Estamos con Alcira                            | 84.357  | 44.29%     |
| Suan             | Carolay Calvo Rivera           | Partido Cambio Radical                        | 4.047   | 50.73%     |
| Turbara          | Natking Coll Alba              | Partido Cambio Radical                        | 5.167   | 61.71%     |
| Usiacuri         | Julio Mario Calderón Padilla   | Partido Liberal Colombiano                    | 2.626   | 36.46%     |

### Bogotá D.C.[28]
| Distrito Municipio | Alcalde electo:              | Partido:          | Votos:    | Porcentaje: |
| ------------------ | ---------------------------- | ----------------- | --------- | ----------- |
| Bogotá D.C.        | Carlos Fernando Galán Pachón | Nuevo Liberalismo | 1.499.734 | 49,08%      |

### Bolívar
| Municipio             | Alcalde electo                       | Partido                                                         | Votos   | Porcentaje |
| --------------------- | ------------------------------------ | --------------------------------------------------------------- | ------- | ---------- |
| Achí                  | Dainer José Guzmán Care              | Partido Liberal Colombiano                                      | 5.867   | 46,33%     |
| Altos del Rosario     | Juan Carlos Romo Pérez               | Movimiento Alternativo Indígena y Social "MAIS"                 | 2.943   | 50,20%     |
| Arenal                | Ramón Zayas Fonseca                  | Vamos Por Mas                                                   | 2.604   | 51,74%     |
| Arjona                | Gustavo Adolfo Pérez Giraldo         | Sensibilidad y Confianza Por Un Arjona Con Hechos y No Palabras | 9.742   | 28,20%     |
| Arroyo Hondo          | Zuleivis del Carmen Coronel Cantillo | Partido Liberal Colombiano                                      | 4.905   | 74,85%     |
| Barranco de Loba      | Henrique Ballesteros Peinado         | Partido Nuevo Liberalismo                                       | 4.246   | 49,23%     |
| Calamar               | Yelitza Emperatriz Castellar Ruiz    | Partido Liberal Colombiano                                      | 7.187   | 48,59%     |
| Cantagallo            | Omar Devanys Esparragoza Ponce       | Partido Conservador Colombiano                                  | 3.202   | 50,76%     |
| Cartagena de Indias   | Dumek José Turbay Paz                | Unidos Para Avanzar (En Marcha y Nuevo Liberalismo)             | 160.648 | 43,13%     |
| Cicuco                | Vladimir Stalin Granados Hurtado     | Partido Conservador Colombiano                                  | 5.375   | 64,97%     |
| Clemencia             | Miguel Samir Barrios Coneo           | Partido Conservador Colombiano                                  | 4.444   | 47,63%     |
| Córdoba               | Carlos Andrés Álvarez Tamara         | Partido Conservador Colombiano                                  | 6.777   | 55,56%     |
| El Carmen de Bolívar  | Pedro José Vásquez Díaz              | Partido Conservador Colombiano                                  | 20.321  | 50,46%     |
| El Guamo              | Javier Eduardo Angulo Romero         | Independencia y Oportunidades                                   | 3.712   | 56,00%     |
| El Peñón              | Luis Alberto Centeno Olivares        | El Peñón Gana 2024-2027                                         | 2.623   | 51%        |
| Hatillo de Loba       | Robinso Fernández Astorga            | Acuerdo de Coalición                                            | 4.361   | 49,92%     |
| Magangué              | Pedro Manuel Ali Ali                 | Partido Liberal Colombiano                                      | 28.663  | 43,64%     |
| Mahates               | Agustín Tercero Palomino Agamez      | Partido Conservador Colombiano                                  | 7.012   | 46,30%     |
| Margarita             | Valentina Bello Lobo                 | Partido Alianza Social Independiente "ASI"                      | 3.297   | 49,80%     |
| María La Baja         | Ramiro Gonzales Mancilla             | Partido Nuevo Liberalismo                                       | 13.709  | 52,12%     |
| Mompós                | Juan Nicolás Sinning Ciodaro         | Nueva Fuerza Democrática                                        | 14.535  | 53,78%     |
| Montecristo           | Luis Carlos Baldovino Caro           | Partido Conservador Colombiano                                  | 3.849   | 58,22%     |
| Morales               | Ecequiel Salcedo Cardozo             | Partido de la Unión por la Gente - Partido de la U              | 4.235   | 43,17%     |
| Norosí                | Wilberto Fonseca Arbelaez            | Partido Conservador Colombiano                                  | 2.058   | 54,98%     |
| Pinillos              | Carlos Mardonio Tovar Quevedo        | Partido Conservador Colombiano                                  | 5.896   | 47,77%     |
| Regidor               | Carlos Alberto Barros Quiñones       | Coalición Renace la Esperanza                                   | 2.430   | 59,05%     |
| Río Viejo             | Emmanuel Cañas Barrozo               | Partido Conservador Colombiano                                  | 2.663   | 49,70%     |
| San Cristóbal         | Rafael Antonio Rodríguez Manotas     | Por el Presente y Futuro de Nuestra Gente                       | 3.101   | 52,58%     |
| San Estanislao        | Geninson de Jesús Fernández López    | Partido Liberal Colombiano                                      | 6.143   | 51,64%     |
| San Fernando          | Orlando Francisco Ortiz Rangek       | Partido Conservador Colombiano                                  | 3.450   | 48,35%     |
| San Jacinto           | Merly Mileth Viana Pérez             | Partido Conservador Colombiano                                  | 6.604   | 40,32%     |
| San Jacinto del Cauca | Oney Aurelio Hernández Rivera        | Partido Liberal Colombiano                                      | 2.603   | 48,15%     |
| San Juan Nepomuceno   | Guido José Figueroa Martínez         | Partido Conservador Colombiano                                  | 17.675  | 81,56%     |
| San Martín de Loba    | Adalberto Cotes Nieto                | Partido Conservador Colombiano                                  | 3.658   | 41,82%     |
| San Pablo             | Jair Acevedo Cavadia                 | El Cambio es tus Manos                                          | 7.105   | 51,48%     |
| Santa Catalina        | Alrnaldo José Beltrán Fontalvo       | Primero la Gente                                                | 6.540   | 64,        |
| Santa Rosa            | Harvis Bello Elles                   | Ven Hagamos Historia                                            | 6.242   | 52,16%     |
| Santa Rosa del Sur    | Milton Alexis Olaya Santamaria       | Partido Conservador Colombiano                                  | 7.972   | 51,97%     |
| Simití                | Wilman Elí Quintana Gonzales         | Partido Cambio Radical                                          | 2.871   | 30,73%     |
| Soplaviento           | Angél Antonio Orozco Vega            | Partido Alianza Verde                                           | 3.421   | 49,25%     |
| Talaigua Nuevo        | Jorge Alonso Arias Zuluaga           | Partido Cambio Radical                                          | 4.200   | 52,59%     |
| Tiquisio              | Neil Enrique Cantillo Nuñez          | Partido Conservador Colombiano                                  | 5.194   | 50,70%     |
| Turbaco               | Claudia Elena Espinoza Puello        | Partido Liberal Colombiano                                      | 16.970  | 37,35%     |
| Turbaná               | Maicol Andrés Olascuaga Arrieta      | Partido Conservador Colombiano                                  | 4.542   | 38,12%     |
| Villanueva            | Euripides Orlando Velasco Mendoza    | Partido Cambio Radical                                          | 4.248   | 34,90%     |
| Zambrano              | Gabriel Alberto Murillo Argel        | Partido de la Unión por la Gente - Partido de la U              | 2.653   | 38,10%     |

### Boyacá
| Municipio             | Alcalde electo                       | Partido                                                     | Votos  | Porcentaje |
| --------------------- | ------------------------------------ | ----------------------------------------------------------- | ------ | ---------- |
| Almeida               | Nancy Yaneth Vaca Gutiérrez          | Partido Conservador Colombiano                              | .545   | 35,34%     |
| Aquitania             | Oscar Darío Hurtado Pérez            | Partido Conservador Colombiano                              | 5.147  | 52,88%     |
| Arcabuco              | Carlos David Zarate Báez             | Por La Dignidad De Arcabuco                                 | 1.583  | 39,47%     |
| Belén                 | Cabeto Pérez Díaz                    | Partido Liberal Colombiano                                  | 2.250  | 43,77%     |
| Berbeo                | Sebastián Juez Arias                 | Partido Liberal Colombiano                                  | .729   | 58,69%     |
| Betéitiva             | Ricardo Cristancho Fernández         | Partido Alianza Verde                                       | .686   | 41,55%     |
| Boativa               | Alberto Sandoval Varcarcel           | Unidos Por El Desarrollo De Boativa                         | 1.587  | 48,44%     |
| Boyacá                | Rafael Antonio Sora Camargo          | Juntos Por El Futuro De Boyacá                              | 1.830  | 49,02%     |
| Briceño               | Pedronel Villamil Castro             | Juntos Por Briceño                                          | 1.007  | 50,07%     |
| Buenavista            | Edwin Arvey Espitia Lara             | Partido de la U                                             | 1.502  | 39,27%     |
| Busbanzá              | Rodolfo Andrés Torres Agudelo        | Partido Conservador Colombiano                              | .489   | 53,97%     |
| Caldas                | Diego Alejandro Lancheros Ruiz       | Coalición Liberal                                           | 1.038  | 39,67%     |
| Campohermoso          | Darío Montañez Peña                  | Partido Conservador Colombiano                              | .796   | 42,36%     |
| Cerinza               | Luis Carlos Chia Hernández           | Coalición LCC                                               | 1.028  | 36,84%     |
| Chinavita             | Raúl Antonio Cubides Ramírez         | Partido de la U                                             | 1.319  | 59,60%     |
| Chiquinquirá          | Jefferson Leonardo Caro Casas        | Queremos El Cambio Chiquinquira                             | 11.557 | 43,40%     |
| Chíquiza              | Edwin Augusto Almanza Quintero       | Partido Cambio Radical                                      | 1.840  | 44,39%     |
| Chiscas               | Reinaldo Torres                      | Partido Verde y Partido de la U                             | 1.189  | 54,49%     |
| Chita                 | Vladimir Riscanevo Poblador          | Partido Conservador Colombiano                              | 2.449  | 54,97%     |
| Chitaraque            | Carlos Alberto Amador Ramos          | Chitaraque Autoridad y Compromiso ¡Con Usted!               | 1.745  | 42,59%     |
| Chivatá               | Yesid Alexander Bernal Hernández     | Chivata, Manos A La Obra                                    | 1.865  | 69,40%     |
| Chivor                | Viviana Paola Martin Arevalo         | De Corazón Por Chivor                                       | .671   | 47,86%     |
| Ciénega               | William Camilo Barreto Gonzales      | Partido Conservador Colombiano                              | 1.762  | 56,25%     |
| Cómbita               | Juan Carlos Sarmiento Sarmiento      | Combita Renace                                              | 3.535  | 42,92%     |
| Coper                 | Felkin Iván Castellanos Valbuena     | Por El Bienestar, La Salud Y El Campo                       | 1.228  | 48,63%     |
| Corrales              | Donald Arley Agudelo Alfonso         | Partido Conservador Colombiano                              | .779   | 40,07%     |
| Covarachía            | Yolanda Salazar Sierra               | Partido de la U                                             | 1.386  | 50,95%     |
| Cubará                | Gildardo Murcia Buitrago             | Partido Conservador Colombiano                              | 1.803  | 54,14%     |
| Cucaita               | Marcos Daniel Borda Parra            | Movimiento Político Colombia Humana                         | 1.379  | 48,73%     |
| Cuítiva               | Jorge Andrés Alarcón Avella          | Cuitiva Nuestro Compromiso                                  | 1.238  | 83,98%     |
| Duitama               | José Luis Bohorquez López            | Pacto Histórico                                             | 12.842 | 22,49%     |
| El Cocuy              | Alejandro Muñoz Sandoval             | Coalición Construyamos Oportunidades Para Todos             | 1.436  | 62,05%     |
| El Espino             | Armando Tarazona Gallo               | Partido Centro Democrático                                  | .954   | 55,75%     |
| Firavitoba            | Luz Amanda Rodríguez Salamanca       | Partido Centro Democrático                                  | 1.352  | 30,93%     |
| Floresta              | Luis Mario Vargas Bernal             | Somos Esperanza                                             | 1.851  | 65,84%     |
| Gachantivá            | Jaime Armando Gómez Buitrago         | Partido Alianza Verde                                       | 1.187  | 50,61%     |
| Gámeza                | Gerardo Rincón Camacho               | Gameza, Un Pueblo que Nos Une                               | .827   | 26,99%     |
| Garagoa               | Julio Ernesto Sanabria Guerra        | Sanabria Es Más Gestión                                     | 4.015  | 48,62%     |
| Guacamayas            | Gloria Edy Gómez López               | Coalición Gobierno En Equipo Para Seguir Progresando        | .780   | 61,90%     |
| Guateque              | David Francisco Morales Castillo     | Compromiso Por Guateque                                     | 2.641  | 44,57%     |
| Guayatá               | Julio Alberto Romero Camacho         | Guataya Somos Todos                                         | 1.603  | 51,89%     |
| Güicán                | Carlos Andrés Cocunubo Blanco        | Es Con Hechos, No Con Palabras                              | .912   | 43,30%     |
| Iza                   | Edgar Alexander Avella Flórez        | Nuestro Proyecto Es Iza                                     | .923   | 50,46%     |
| Jenesano              | Hugo Alexander Reyes Parra           | Compromiso y Gestión Jenesano Nuestra Misión                | 2.974  | 63,28%     |
| Jericó                | Mario Edilberto Siabato Rincón       | Partido Conservador Colombiano                              | 1.914  | 73,78%     |
| La Capilla            | Álvaro Efraín Rojas Bermúdez         | Partido Conservador Colombiano                              | 1.643  | 89,19%     |
| La Uvita              | Luis Guillermo Berrio Hernández      | Partido Conservador Colombiano                              | .700   | 36,97%     |
| La Victoria           | Alcides Florido Pabón                | Unidos Somos Mas                                            | .684   | 50,40%     |
| Labranzagrande        | Jorge Enrique Vanegas Pulido         | Unidos Somos El Equipo Del Cambio                           | 1.538  | 52,59%     |
| Macanal               | Leidy Patricia Cano Ávila            | Partido De La U                                             | 1.523  | 55,08%     |
| Maripí                | Miller Fair Romero Murcia            | Yo Soy Maripense                                            | 2.436  | 54,39%     |
| Miraflores            | Ledys Soraya Vera Monroy             | Alianza Por Miraflores                                      | 2.880  | 48,67%     |
| Mongua                | Miguel Ángel Serrano Cely            | Partido De La U                                             | 2.196  | 63,15%     |
| Monguí                | Edison Fabián Patiño Siabatto        | Partido Conservador Colombiano                              | .783   | 24,59%     |
| Moniquirá             | Fredy Iovanny Pardo Pinzón           | Coalición Es El Momento De Unirnos Por Moniquira            | 7.937  | 61,92%     |
| Motavita              | Néstor Armando Suárez Cetina         | Trabajemos En Equipo Por Motavita                           | 1.553  | 31,48%     |
| Muzo                  | Ximena Elizabeth Castañeda De Molina | Construyendo Con Amor                                       | 2.095  | 38,85%     |
| Nobsa                 | Helver Ricardo Granados Guauque      | Nobsa A Otro Nivel                                          | 4.093  | 38,13%     |
| Nuevo Colón           | Alba Mery Maranta Contreras          | Juntos Si Podemos                                           | 1.288  | 33,66%     |
| Oicatá                | Nendy José Fagua Caina               | Oicata Merece Mas                                           | .788   | 32,38%     |
| Otanche               | Wilmer Peña Suaterna                 | Partido Alianza Social Independiente "ASI"                  | 1.885  | 36,97%     |
| Pachavita             | José Jacinto Morales Sanabria        | Partido Político Fuerza De La Paz                           | .722   | 46,73%     |
| Páez                  | Juan Diego Morales Calderón          | Unidos Por Un Mejor Futuro Para Páez                        | 1.280  | 66,56%     |
| Paipa                 | Germán Ricardo Camacho Barrera       | Paipa Nos Mueve                                             | 11.261 | 56,10%     |
| Pajarito              | René Gustavo Tejedor Lopéz           | Partido Liberal Colombiano                                  | .760   | 49,90%     |
| Panqueba              | Jesús Alejandro Puentes Martínez     | Partido fuerza De La Paz - Partido Liberal Colombiano       | .575   | 47,52%     |
| Pauna                 | Julio Ramiro Peña Ramírez            | Partido Centro Democrático                                  | 1.890  | 37,96%     |
| Paya                  | Juvenal Pérez Vega                   | Partido Alianza Verde                                       | .942   | 59,84%     |
| Paz de Río            | Ezequiel Jiménez Cely                | Agrupación Política En Marcha                               | 1.357  | 46,29%     |
| Pesca                 | Edgar Ricardo Gamez Amaya            | Unidos Por Pesca                                            | 2.730  | 57,52%     |
| Pisba                 | Manuela Pidiache Ruíz                | Partido Conservador Colombiano                              | .743   | 71,10%     |
| Puerto Boyacá         | Jhon Feiber Urrea Cifuentes          | La Fuerza Del Futuro                                        | 7.217  | 28,84%     |
| Quípama               | Félix Alejandro Gutiérrez Vega       | Quipama La Fuerza Que Nos Une                               | 1.397  | 38,98%     |
| Ramiriquí             | Camilo Andrés Ávila Márquez          | Partido Conservador Colombiano - Partido Liberal Colombiano | 2.764  | 31,79%     |
| Ráquira               | Julio Cesár Rubiano Casas            | Raquira Digna                                               | 1.862  | 43,52%     |
| Rondón                | Santiago Alexander Vargas Daza       | Partido Alianza Verde                                       | 1.295  | 69,32%     |
| Saboyá                | Juan Carlos Gonzales Pineda          | +Particiáción +Comunidad +Hechos                            | 4.516  | 56,84%     |
| Sáchica               | Héctor David Amado Sierra            | Partido de la U - Partido Cambio Radical                    | 1.223  | 34,23%     |
| Samacá                | Wilson Castiblanco Gil               | Por Que Samacá Merece Más                                   | 4.193  | 38,13%     |
| San Eduardo           | Yeison Albeiro Alfonso Gaitan        | Partido Alianza Verde                                       | .681   | 52,10%     |
| San José de Pare      | José Eustaquio Ariza Pardo           | Junto Labrando Futuro Por San José De Paré                  | 1.367  | 33,51%     |
| San Luis de Gaceno    | Nelson Garzon Chitiva                | Con El Desarrollo Ganamos Todos                             | 1.602  | 50,21%     |
| San Mateo             | Edgar Gerardo Díaz Angarita          | Partido De La U -Cambio Radical - Alianza Verde             | 1.334  | 49,75%     |
| San Miguel de Sema    | Mario José Ávila Furque              | Un Gobierno Para Todos                                      | 1.347  | 58,38%     |
| San Pablo de Borbur   | Carlos Alberto Castellanos Gómez     | San Pablo De Borbur Siempre Contigo                         | 2.222  | 52,50%     |
| Santa María           | Rubén Darío Gonzales García          | Todos Marchando Por Un Cambio                               | 1.416  | 60,74%     |
| Santa Rosa de Viterbo | Juan Alexis Martínez Fajardo         | Partido De La U                                             | 2.596  | 39,79%     |
| Santa Sofía           | Claudio Alfonso Coy Guerra           | Pa Servirle A Sumercé                                       | 1.342  | 50,45%     |
| Santana               | Juan Carlos Sánchez Rincón           | Partido Centro Democrático                                  | 2.419  | 47,05%     |
| Sativanorte           | César Danilo Medina Manrique         | Partido De La U                                             | 1.037  | 47,81%     |
| Sativasur             | Marco Aurelio López Gómez            | Unidos Por Sativasur                                        | .646   | 56,12%     |
| Siachoque             | Plinio Hernández Gamba               | PCC - Liberal - Siachoque                                   | 2.869  | 58,38%     |
| Soatá                 | Wolbert Vargas Rincón                | Renovación Soatense                                         | 2.738  | 50,11%     |
| Socha                 | Oscár Antonio Hurtado Carvajal       | Partido Liberal Colombiano                                  | 1.979  | 41,26%     |
| Socotá                | Adiel Panqueba Chía                  | Partido De La U                                             | 2.156  | 48,70%     |
| Sogamoso              | Mauricio Barón Granados              | Coalición El Momento Es Ahora                               | 26.442 | 42,81%     |
| Somondoco             | Germán Ricardo Robayo Heredia        | Partido De La U                                             | 1.175  | 50,25%     |
| Sora                  | Hernan Alonso Acosta Medina          | Liderazgo y Gestión, Garantía De Buen Gobierno              | 1.843  | 68,79%     |
| Soracá                | Efraín Camilo Bernal Yanquen         | Trabajemos Unidos Por Soracá                                | 1.822  | 34,44%     |
| Sotaquirá             | Salomón Buitrago Fonseca             | Por El Renacer De Un Pueblo Unido                           | 1.821  | 36,46      |
| Susácon               | Pupo Alonso Rincón Rincón            | Toda Una Vida Al Servicio De Su Gente Y De Susacón          | 1.165  | 57,02%     |
| Sutamarchán           | Miguel Andrés Rodríguez Saavedra     | Sutamarchan Somos Todos, El Momento Es Ahora                | 2.773  | 52,91%     |
| Sutatenza             | Rodrigo Hernan Carrillo Ballesteros  | Trabajemos Por Sutatenza                                    | 1.668  | 53,46%     |
| Tasco                 | Germán Camilo Morales Rincó          | Coalición Construyendo Futuro                               | 2.186  | 60,37%     |
| Tenza                 | Mario Fernando Lozano Duarte         | Partido Alianza Verde                                       | 2.075  | 74,16%     |
| Tibaná                | William Tomás Galindo Borda          | Unidos Por Un Tibaná De Oportunidades                       | 3.047  | 58,12%     |
| Tibasosa              | Eduardo Salcedo Velosa               | Partido Conservador Colombiano - Partido Liberal Colombiano | 2.318  | 30,47%     |
| Tinjacá               | Ciro Alfonso Castellanos Páez        | Unidos Por Tinjacá                                          | 1.331  | 53,26%     |
| Tipacoque             | Héctor Segundo Ramírez Escobar       | Tipacoque Construye Progreso                                | 1.697  | 57,89%     |
| Toca                  | Germán Alonso Becerra López          | Toca Por Buen Camino                                        | 3.438  | 55,18%     |
| Togüí                 | Diego Fernando Rivera Velandía       | Por un Togüí Productivo y Sostenible                        | 1.483  | 47,59%     |
| Tópaga                | José Juvenal Torres Cristancho       | Partido Conservador Colombiano                              | 1.620  | 55,38%     |
| Tota                  | Diana Elizabeth Riaño Chaparro       | Tejiendo Desarrollo                                         | 1.429  | 39,27%     |
| Tunja                 | Mikhail Krasnov                      | Partido La Fuerza de la Paz                                 | 27.338 | 31,65%     |
| Tununguá              | Elkin Jesús Alfonso Gil              | Construyamos Una Nueva Historia                             | .712   | 52,66%     |
| Turmequé              | Giovanny Vela Bernal                 | Honestidad, Gestión Y Experiencia Por Turmeque              | 2.966  | 75,43%     |
| Tuta                  | Wilber Jaime Salamanca Pineda        | Tuta Sigue Adelante                                         | 2.961  | 43,93%     |
| Tutazá                | Carlos Saúl Reyes Estupiñan          | Partido De La U                                             | .764   | 39,83%     |
| Umbíta                | Yon Fredy Gonzales Huertas           | Juntos Por Umbita                                           | 2.898  | 63,59%     |
| Ventaquemada          | Oscar Camilo Montañez Bohorquez      | De Corazón Por Ventaquemada                                 | 4.673  | 54,89%     |
| Villa de Leyva        | Víctor Alfonso Gamboa Chaparro       | Coalición Amor Por Villa De Leyva                           | 5.003  | 50,65%     |
| Viracachá             | Wilson Francisco Arias Guerra        | Partido Conservador Colombiano                              | 1.164  | 59,60%     |
| Zetaquira             | Jorge Alsonso Ramírez Galindo        | Hay Campo Para Todos                                        | 2.431  | 66,87%     |

### Caldas
| Municipio   | Alcalde electo                    | Partido                                         | Votos   | Porcentaje |
| ----------- | --------------------------------- | ----------------------------------------------- | ------- | ---------- |
| Aguadas     | Fabio Gómez Mejía                 | Aguadas: ¡Primero Que Todo!                     | 4.019   | 35,37%     |
| Anserma     | Omar Andrés Reina Muñoz           | Alianza Por La Recuperación De Anserma          | 8.196   | 52,06%     |
| Aranzazu    | Sebastián Merchán Zuluaga         | Gente En Movimiento - Partido De La U           | 3.728   | 58,53%     |
| Belalcázar  | Fabio Andrés Ramírez Giraldo      | Belalcázar Más Social                           | 3.394   | 57,35%     |
| Chinchiná   | Carlos Alberto Riveros López      | Coalición Chinchiná                             | 7.465   | 29,61%     |
| Filadelfia  | Oscar Eduardo Alzate Cano         | Partido Político Gente En Movimiento            | 2.402   | 41,10%     |
| La Dorada   | Jhon Fredy Saldaña Leopardo       | La Fuerza De Las Ideas                          | 15.676  | 50,82%     |
| La Merced   | Yeni Fernanda Henao Davila        | Partido Liberal Colombiano                      | 1.839   | 47,94%     |
| Manizales   | Jorge Eduardo Rojas Giraldo       | Rojas                                           | 118.239 | 63,94%     |
| Manzanares  | Carlos Enrique Botero Álvarez     | Experiencia Y Compromiso Por Manzanares         | 3.306   | 35,90%     |
| Marmato     | Carlos Alberto Cortes Chavarriaga | Partido Liberal Colombiano                      | 2.083   | 40,36%     |
| Marquetalia | Edwin Jesús Sánchez Aristizabal   | Marquetalia Avanza                              | 2.561   | 35,04%     |
| Marulanda   | Leonardo Andrés Giraldo Botero    | Marulanda Por Un Nuevo Rumbo                    | .891    | 57,66%     |
| Neira       | Jhon Jairo Castañeda Flórez       | Neira Somos Todos                               | 5.099   | 44,25%     |
| Norcasia    | Diego Fernando Olarte Alzate      | Partido Liberal Colombiano                      | 1.779   | 42,19%     |
| Pácora      | Juan Camilo Isaza Gonzales        | Todos Por Un Páncora Más Grande                 | 4.690   | 62,42%     |
| Palestina   | Álvaro Andrés Osorio Valencia     | Partido Político Gente En Movimiento            | 3.830   | 45,80%     |
| Pensilvania | Jesús Iván Ospina Atehortua       | Gran Acuerdo Por Pensilvania                    | 5.771   | 55,96%     |
| Riosucio    | Abel David Jaramillo Largo        | Movimiento Alternativo Indígena Y Social "MAIS" | 9.129   | 44,20%     |
| Risaralda   | Alejandro Betancur Morales        | Partido Liberal Colombiano                      | 2.719   | 47,22%     |
| Salamina    | Manuel Fermín Giraldo Gutiérrez   | Coalición Recuperemos Nuestra Grandeza          | 2.721   | 31,82%     |
| Samaná      | -                                 | -                                               | -       | -          |
| San José    | Jorge Andrés Henao Castaño        | Unidos Somos Mas                                | 1.855   | 54,17%     |
| Supía       | Héctor Mauricio Torres Álvarez    | Partido Conservador Colombiano                  | 4.160   | 32,12%     |
| Victoria    | Juan Alberto Vargas Osorio        | Coalición Seguimos Avanzando                    | 1.675   | 31,33%     |
| Villamaría  | Jonier Alejandro Ramírez Zuluaga  | Unidos Por Villamaria                           | 7.839   | 28,37%     |
| Viterbo     | Néstor Javier Ospina Grajales     | Movimiento Salvación Nacional                   | 3.299   | 44,42%     |

### Caquetá
| Municipio              | Alcalde electo                  | Partido                                    | Votos  | Porcentaje |
| ---------------------- | ------------------------------- | ------------------------------------------ | ------ | ---------- |
| Albania                | Carlos Alban Quintero Trujillo  | Partido Liberal Colombiano                 | 1.809  | 53,61%     |
| Belén de los Andaquies | Wilmar Ballen Losada            | Compromiso Por Belén                       | 1.726  | 32,90%     |
| Cartagena del Chairá   | Darwin Andrés Flores Castañeda  | Por Un Cartagena Del Chairá Con Resultados | 6.459  | 54,14%     |
| Curillo                | Javier Villanueva Posso         | Partido Liberal Colombiano                 | 1.950  | 46,96%     |
| El Doncello            | Jair Díaz Díaz                  | Unidad Ciudadana Por El Doncello           | 3.160  | 33,98%     |
| El Paujil              | Latia Sindy Castillo Muñoz      | Coalición Partido Conservador - ASI        | 3.324  | 48,58%     |
| Florencia              | Marlon Monsalve Ascanioe        | Nuevo Liberalismo Y En Marcha              | 19.253 | 26,28%     |
| La Montañita           | Federico Alvis Trujillo         | Avancemos Montañita                        | 3.755  | 46,68%     |
| Milán                  | Víctor Andrés Vasco Quivano     | Unidos Por Milan Y Su Gente                | 2.440  | 57,43%     |
| Morelia                | Carlos Fernando Trujillo Dulcey | Morelia, Liderando Desarrollo              | 1.139  | 46,26%     |
| Puerto Rico            | Panelas Robinson Anzola Bolaños | Movimiento Puerto Rico Merece +            | 4.264  | 39,15%     |
| San José de Fragua     | Hervi Abello Horta              | Coalición La U, Cambio Radical Y ASI       | 3.391  | 49,69%     |
| San Vicente del Caguán | Luis Trujillo Osorio            | Partido Alianza Independiente "ASI"        | 5.827  | 27,69%     |
| Solano                 | Luis Hernando Gonzales Barreto  | Partido Alianza Verde                      | 2.435  | 49,70%     |
| Solita                 | Camilo Gutiérrez Moreno         | Partido Conservador Colombiano             | 1.390  | 38,75%     |
| Valparaíso             | Arbenz Pérez Quintero           | Cambio Radical - Partido De La U           | 1.193  | 30,78%     |

### Casanare
| Municipio            | Alcalde electo                    | Partido                                | Votos  | Porcentaje |
| -------------------- | --------------------------------- | -------------------------------------- | ------ | ---------- |
| Aguazul              | Nelson Enrique Camacho Caicedo    | Nueva Fuerza Democrática               | 10.278 | 45,80%     |
| Chámeza              | Bernardo Pérez Fonseca            | Partido Colombia Renaciente            | 1.364  | 83,37%     |
| Hato Corozal         | Ludy Tatiana Piraban Gutiérrez    | Partido De La U                        | 2.216  | 39,84%     |
| La Salina            | Reynaldo Emel Chaparro Díaz       | Coalición Por La Salina                | .502   | 57,04%     |
| Maní                 | Ferney Chaparro Perdomo           | Firmes Con Ferney                      | 3.706  | 41,71%     |
| Monterrey            | Hugo Alejandro Ballesteros Rivera | Partido Cambio Radical                 | 3.917  | 43,14%     |
| Nunchía              | Yeison Romaldo Guicon Barrera     | Coalición La Fuerza Por Nunchía        | 1.827  | 35,22%     |
| Orocué               | Anderson Salvador Bernal Tello    | Orocué, Potencia De Gestión Y Progreso | 3.504  | 52,05%     |
| Paz de Ariporo       | Jorge Camilo Abril Tarache        | Es La Hora De Avanzar                  | 9.931  | 53,41%     |
| Pore                 | Jorge Ezequiel Garzón             | Partido Liberal Colombiano             | 3.373  | 52,49%     |
| Recetor              | Diego Alberto Peña Cruz           | Unidos Por Recetor                     | .705   | 63,11%     |
| Sabanalarga          | Carlo Efren Espinoza Bernal       | Coalición Por Sabanalarga              | 1.418  | 61,27%     |
| Sácama               | Fredy Yovani Avellaneda Lizarazo  | Coalición Por Sácama                   | .550   | 34,63%     |
| San Luis de Palenque | Ediber Vásquez Rincón             | Volver a Creer                         | 3.267  | 60,88%     |
| Támara               | William Fernando Forero Benítez   | Trabajando Junto Por Támara            | 2.593  | 69,98%     |
| Tauramena            | Javier Augusto Álvarez Alfonso    | Un Gobierno Con Experiencia            | 6.849  | 43,49%     |
| Trinidad             | Damaris Abril Fuentes             | Coalición Por Trinidad                 | 3.843  | 51,76%     |
| Villanueva           | Héctor Fernando Vizcaíno Cagueño  | Partido De La U                        | 6.465  | 33,21%     |
| Yopal                | Marco Tulio Ruiz Riaño            | Partido Cambio Radical                 | 44.758 | 52,30%     |

### Cauca
| Municipio              | Alcalde electo                     | Partido                                                      | Votos  | Porcentaje |
| ---------------------- | ---------------------------------- | ------------------------------------------------------------ | ------ | ---------- |
| Almaguer               | Adrián Pabón Luna                  | Juntos Haciendo Historia                                     | 4.799  | 55,35%     |
| Argelia                | Osman Duan Guaca Acosta            | Unidos por Argelia                                           | 6.557  | 49,53%     |
| Balboa                 | Fabio Andrés Rodríguez Muñoz       | Nueva Fuerza Democrática                                     | 5.076  | 44,50%     |
| Bolívar                | Sandra Liliana Rodríguez Dorado    | Partido Liberal Colombiano                                   | 10.037 | 59,08%     |
| Buenos Aires           | Pablo César Peña                   | Movimiento Alianza Democrática Amplia                        | 4.984  | 49,17%     |
| Cajibío                | Diana Carolina Cabanillas Valencia | Pacto Histórico Colombia Puede                               | 5.877  | 40,43%     |
| Caldono                | Ramiro Moreno Lemos                | Unidad Entre Indígenas Y Campesinos Del Municipio De Caldono | 5.926  | 40,91%     |
| Caloto                 | Oscar Hernan Cifuentes Cifuentes   | Transformando Juntos                                         | 5.011  | 38,54%     |
| Corinto                | Adrián Díaz Hurtado                | Corinto Somos Todos                                          | 4.809  | 40,54%     |
| El Tambo               | José David Montenegro Prado        | Partido Liberal Colombiano                                   | 5.460  | 26,80%     |
| Florencia              | Robert Erminson Cruz Lasso         | Partido Colombia Renaciente                                  | 2.032  | 50,13%     |
| Guachené               | Wilinton Mina Vidal                | Partido Liberal Colombiano                                   | 4.797  | 41,80%     |
| Guapí                  | Gil Milena Grueso Romero           | Partido Colombiano Renaciente                                | 4.870  | 46,06%     |
| Inzá                   | Gelmis Chate Rivera                | Movimiento Alternativo Indígena y Social "MAIS"              | 4.956  | 40,33%     |
| Jambaló                | Lida Emilse Paz Labio              | Movimiento Alternativo Indígena y Social "MAIS"              | 3.954  | 60,26%     |
| La Sierra              | Manuel Fernando Guerrero Ortega    | Partido Liberal Colombiano                                   | 3.231  | 50,36%     |
| La Vega                | Alex Yamid Ramos Muñoz             | Somos La Fuerza Del Pueblo                                   | 4.906  | 48,60%     |
| López de Micay         | John Harold García Riascos         | Partido Político La Fuerza De La Paz                         | 4.251  | 53,43%     |
| Mercaderes             | Edilson Gómez Salanta              | Partido Colombia Renaciente                                  | 4.143  | 45,75%     |
| Miranda                | Wilter Zúñiga Barona               | Movimiento Alianza Democrática Amplia                        | 4.658  | 32,03%     |
| Morales                | Oscar Yamit Guacheta Arrubla       | Movimiento Alternativo Indígena y Social "MAIS"              | 5.435  | 37,40%     |
| Padilla                | Aide Romero Gonzalias              | Partido Liberal Colombiano                                   | 1.189  | 33,45%     |
| Páez                   | Hugo Javier Muñoz Achipiz          | Construyendo El Camino                                       | 7.314  | 61,08%     |
| Patía                  | Jhon Jairo Fuentes Quinayas        | Movimiento Alternativo Indígena y Social "MAIS"              | 6.404  | 43,60%     |
| Piamonte               | Esneider Artunduaga Daza           | Partido Liberal Colombiano                                   | 2.023  | 46,31%     |
| Piendamó               | John Freiman Urbano Urrutia        | PCC - Colombia Justas Libres - Fuerza De La Paz - Piendamo   | 6.669  | 38,88%     |
| Popayán                | Juan Carlos Muñoz Bravo            | Alianza Con Popayán                                          | 36.917 | 26,80%     |
| Puerto Tejada          | Luz Adiela Salazar Gómez           | Compromiso Para Avanzar                                      | 7.855  | 37,78%     |
| Puracé                 | Jorge Armando Andrade Molano       | Partido Político La Fuera de la Paz                          | 2.236  | 34,72%     |
| Rosas                  | Marco Antonio Rojas Carvajal       | Coalición Por La Libertad y La Esperanza                     | 2.286  | 37,59%     |
| San Sebastián          | Pahola Elena Ordóñez Cerón         | Partido Colombia Renaciente                                  | 1.999  | 36,01%     |
| Santa Rosa             | Eduardo Alfredo Jiménez Bambague   | Partido Liberal Colombiano                                   | 1.098  | 34,99%     |
| Santander de Quilichao | Luis Eduardo Grijalba Muñoz        | Quilichao Somos Todos                                        | 13.693 | 29,79%     |
| Silvia                 | Juan Carlos López Morales          | Juntos Lo Hacemos Posible                                    | 6.252  | 45,02%     |
| Sotará                 | Jaime Alberto Martínez Bolaños     | Partido Liberal Colombiano                                   | 2.722  | 52,94%     |
| Suárez                 | César Lizardo Ceron Galindo        | Por El Suárez Que Soñamos                                    | 6.765  | 60,62%     |
| Sucre                  | Carlos Ruber Mora Mora             | Partido Colombia Renaciente                                  | 2.422  | 48,63%     |
| Timbío                 | Jhonny Alejandro Muñoz Gutiérrez   | Conectemos Juntos                                            | 7.542  | 38,69%     |
| Timbiquí               | Kilian Cuero Ruiz                  | Partido Político Todos Somos Colombia                        | 3.646  | 37,53%     |
| Toribío                | Jaime Díaz Noscue                  | Movimiento Alternativo Indígena y Social "MAIS"              | 6.082  | 50,74%     |
| Totoró                 | Jorge Luis Pizo Andela             | Pacto Histórico                                              | 3.478  | 41,89%     |
| Villa Rica             | María Edis Dinas                   | Villa Rica Se Dignifica Con Inclusión, Propósito y Progreso  | 3.436  | 33,42%     |

### Cesar
| Municipio           | Alcalde electo                    | Partido | Votos  | Porcentaje |
| ------------------- | --------------------------------- | --- | ------ | ---------- |
| Aguachica           | Víctor Julio Róqueme Quiñonez     | Coalición Unidos por Aguachica Partido Conservador Cambio Radical                                                                             | 23.152 | 47,51%     |
| Agustín Codazzi     | Hernán Eduardo Baquero Rodríguez  | Gran Alianza por el Verdadero Cambio Partido Conservador Cambio Radical Alianza Democrática Amplia Salvación Nacional                         | 11.939 | 35,90%     |
| Astrea              | Alfredo Barrios Ortega            | Astrea con Desarrollo Sostenible Partido Conservador Partido de la U Cambio Radical                                                           | 6.367  | 55,06%     |
| Becerril            | Fabián Eduardo Martínez García    | Partido Independientes | 5.838  | 46,45%     |
| Bosconia            | Jorge Patiño Gómez                | Coalición Por el Desarrollo de Bosconia Partido Conservador Cambio Radical Alianza Verde Alianza Democrática Amplia Partido Liberal MIRA MAIS | 9.170  | 41,93%     |
| Chimichagua         | José David Rocha Quintero         | Alianza Social Independiente | 5.553  | 35,45%     |
| Chiriguaná          | José Carmelo Galiano Uzcátegui    | Partido de la U | 6.098  | 36,52%     |
| Curumaní            | Hermes Fernando Martínez Úrsula   | Por un Curumaní Diferente G.S.C. HM Diferente Partido Liberal Partido de la U Cambio Radical                                                  | 9.039  | 48,13%     |
| El Copey            | Assad César Raish Gámez           | Coalición por El Copey Partido Conservador Cambio Radical Alianza Democrática Amplia                                                          | 7.019  | 40,68%     |
| El Paso             | Jesús Alberto Ortiz Cervantes     | El Paso que nos Une Partido Conservador Cambio Radical                                                                                        | 9.165  | 47,09%     |
| Gamarra             | Cristian Leonardo Márquez Badillo | Gente en Movimiento | 3.795  | 45,92%     |
| González            | Katherine Mora Rosado             | González nos Une Partido Liberal Colombia Renaciente                                                                                          | 1.905  | 50,41%     |
| La Gloria           | Fermín Augusto Cruz Quintero      | Partido Conservador | 5.332  | 63,99%     |
| La Jagua de Ibirico | Leonardo Favio Hernández Cataño   | Por los Buenos Tiempos Partido Liberal Partido de la U Cambio Radical Alianza Social Independiente                                            | 13.774 | 65,80%     |
| La Paz              | Wilson Rincón Álvarez             | Alianza por La Paz Dejando Huellas Partido Conservador Cambio Radical                                                                         | 8.043  | 53,24%     |
| Manaure             | Juan Carlos Araújo Orozco         | Unión Manaure Partido Liberal Partido de la U Partido Comunes Nuevo Liberalismo                                                               | 3.061  | 45,54%     |
| Pailitas            | Alexander Toro Pérez              | Todo es Posible MAIS Partido de la U | 5.045  | 46,30%     |
| Pelaya              | José Fabio Valencia Ramírez       | Partido Liberal | 5.003  | 45,89%     |
| Pueblo Bello        | Alfredo Bohórquez Gallardo        | Partido Conservador Cambio Radical | 5.776  | 44,68%     |
| Río de Oro          | Arnoldo Ramón Osorio Rincón       | G.S.C. Nono Nuevos Objetivos, Nuevas Opciones                                                                                                 | 6.608  | 55,91%     |
| San Alberto         | Edgar Ricardo Díaz                | Oportunidad para Todos Partido Conservador Partido Liberal                                                                                    | 4.077  | 33,10%     |
| San Diego           | Unaldo José Rocha Calderón        | Partido Conservador En Marcha | 5.467  | 50,72%     |
| San Martín          | Yan Navarro Pérez                 | Gana la Gente Partido Conservador En Marcha                                                                                                   | 6.241  | 44,45%     |
| Tamalameque         | Leonardo Vega Sánchez             | Avancemos Unidos Partido Conservador Cambio Radical Alianza Democrática Amplia Nuevo Liberalismo                                              | 3.889  | 51,92%     |
| Valledupar          | Ernesto Miguel Orozco Durán       | Arreglemos Esto Partido Conservador Cambio Radical                                                                                            | 71.598 | 39,74%     |

### Chocó
| Municipio          | Alcalde electo                  | Partido                          | Votos  | Porcentaje |
| ------------------ | ------------------------------- | -------------------------------- | ------ | ---------- |
| Acandí             | Luis Fernando Martínez Pérez    | Partido Liberal Colombiano       | 3.414  | 51.26%     |
| Alto Baudo         | Ariel Salazar Sarco             | Partido Liberal Colombiano       | 4.792  | 55.41%     |
| Atrato             | Ana Milena Hinojoso             | Partido Cambio Radical           | 2.699  | 43.46%     |
| Bagadó             | Marinela Palomeque Serna        | Alianza Democrática Amplia       | 1.712  | 32.65%     |
| Bahía Solano       | Jairson Leonel Valencia Pinilla | Partido Cambio Radical           | 3065   | 52.42%     |
| Bajo Baudo         | Faustino Murillo Ramírez        | Pacto Histórico Colombia Puede   | 4.727  | 55.96%     |
| Bojayá             | Hailton Perea Chaverra          | Partido Liberal Colombiano       | 3.679  | 58.78%     |
| Carmen del Darién  | Dawinson Valoyes Moreno         | Unidos Somos Más                 | 2.419  | 40.41%     |
| Certegui           | Edwar Antonio Moreno Mosquera   | Partido Conservador Colombiano   | 1.403  | 36.15%     |
| Condoto            | Gustavo Elías Hincapié Mosquera | Partido de la Unión por la Gente | 4.667  | 59.68%     |
| El Cantón          | Henry Ramírez Palacios          | Partido Liberal Colombiano       | 2.253  | 52.96%     |
| El Carmen          | Jaime Arturo Herrera Maya       | Partido Liberal Colombiano       | 2.183  | 44.70%     |
| El Litoral         | Jhon Jairo Gutiérrez Pretel     | Alianza Democrática Amplia       | 3.525  | 55.29%     |
| Istmina            | Jaison Mosquera Sánchez         | Partido Cambio Radical           | 6.144  | 43.22%     |
| Juradó             | Denio Jiménez Rivas             | Partido de la Unión por la Gente | 1.372  | 55.14%     |
| Lloró              | Luz Stella Serna Moreno         | Partido La Fuerza de la Paz      | 2.483  | 40.00%     |
| Medio Atrato       | Yair Diomedes Cuesta Córdoba    | Partido Liberal Colombiano       | 2.164  | 41.39%     |
| Medio Baudo        | Ángel Victorio Zúñiga Ibarguen  | Partido Nuevo Liberalismo        | 3.704  | 53.44%     |
| Medio San Juan     | Eduard Alonso Murillo Murillo   | Partido de la Unión por la Gente | 3.189  | 58.41%     |
| Novita             | Alberto Williams Rivas Asprilla | Partido Demócrata Colombiano     | 2.361  | 56.08%     |
| Nuqui              | Rubén Prado Asprilla            | Partido Liberal Colombiano       | 2.475  | 48.36%     |
| Quibdó             | Rafael Andrés Bolaños Pino      | Partido Alianza Verde            | 15.576 | 33.64%     |
| Río Iró            | Wilber Antonio Sánchez Mosquera | Partido Cambio Radical           | 2.087  | 62.18%     |
| Río Quito          | Eulises Palacios Cabrera        | Partido Cambio Radical           | 1.950  | 33.18%     |
| Riosucio           | Juan Moreno Mena                | Partido Cambio Radical           | 4.867  | 37.51%     |
| San José Palmar    | León Fabio Marín Moncada        | Partido Conservador Colombiano   | 1.457  | 52.41%     |
| Sipi               | Jairo Antonio Murillo Montoya   | Partido Liberal Colombiano       | 1.294  | 59.49%     |
| Tadó               | Juan Carlos Palacios Agualimpia | Partido Liberal Colombiano       | 4.996  | 53.85%     |
| Unguia             | Marlon Alberto Gil Salinas      | Partido de la Unión por la Gente | 2.169  | 32.54%     |
| Unión Panamericana | Geyson Copete                   | Partido Colombia Renaciente      | 2.121  | 48.98%     |

### Córdoba
| Municipio               | Alcalde electo                    | Partido                                                | Votos   | Porcentaje |
| ----------------------- | --------------------------------- | ------------------------------------------------------ | ------- | ---------- |
| Ayapel                  | Hugo Armando Pinedo Contreras     | Partido Alianza Social Independiente "ASI"             | 13.396  | 53.56%     |
| Buenavista              | Jhon Mario Berrio Soto            | Coalición Política y Programatica                      | 7.731   | 56.59%     |
| Canalete                | Yeis Lenis Simanca Morales        | Partido de la U                                        | 6.411   | 49.98%     |
| Cereté                  | Said David Bitar Castilla         | Cambiemos El Rumbo                                     | 23.264  | 42.28%     |
| Chimá                   | Felipe Rafael Coronado Guerra     | Partido de la U, Partido Conservador, Partido Liberal  | 6.244   | 59.61%     |
| Chinú                   | Roberto Carlos Ramírez Trujillo   | Coalición Política y Programatica                      | 16.810  | 54.96%     |
| Ciénaga de Oro          | Alejandro Javier Mejia Castaño    | Con Dios y El Pueblo                                   | 20.808  | 60.10%     |
| Cotorra                 | María Eugenia López Díaz          | Partido Liberal Colombiano                             | 7.857   | 61.91%     |
| La Apartada             | Oscar Miguel Calao López          | Partido "AICO"                                         | 3.659   | 39.65%     |
| Lorica                  | Carlos Mario Manzur de León       | Coalición Todo Por Lorica                              | 40.133  | 61.74%     |
| Los Córdobas            | Juan Carlos Yances Padilla        | Los Córdobas Con Presente Y Futuro                     | 8.171   | 68.31%     |
| Momil                   | Efrén José Puche Carvajal         | Partido "MAIS"                                         | 6.409   | 58.24%     |
| Montelíbano             | Gabriel Alberto Calle Montoya     | Partido Liberal Colombiano                             | 19.210  | 46.97%     |
| Montería                | Hugo Fernando Kerguelen García    | Una Sola Montería                                      | 114.675 | 50.22%     |
| Moñitos                 | José Félix Martínez Bravo         | Partido Conservador Colombiano                         | 8.217   | 50.35%     |
| Planeta Rica            | Ramón Eduardo Calle Cadavid       | Ramón Calle                                            | 16.141  | 43.17%     |
| Pueblo Nuevo            | Rubén Darío Bula Castaño          | Pueblo Nuevo Territorio De Paz, Desarrollo Y Bienestar | 10.109  | 49.00%     |
| Puerto Escondido        | Ivya Judith Marzola Redondo       | Partido de la U                                        | 9.145   | 60.76%     |
| Puerto Libertador       | Ramón Alberto Rubio Durango       | Partido Político La Fuerza De La Paz                   | 9.473   | 42.81%     |
| Purísima                | César Carlos Casarrubia Conde     | Llegó El Cambio                                        | 5.927   | 52.86%     |
| Sahagún                 | Jairo Andrés Balmaceda Otero      | Es Con Servicio                                        | 31.522  | 52.34%     |
| San Andrés de Sotavento | Barnaby Julio Urango Almanza      | Coalición Avanzamos Para Construir Un Mejor San Andrés | 12.233  | 49.87%     |
| San Antero              | Dennys Chica Fuentes              | Movimiento Político Colombia Humana                    | 9.107   | 49.24%     |
| San Bernardo del Viento | Navonazar González Tordecilla     | Partido de la U - Partido Liberal Colombiano           | 9.209   | 47.33%     |
| San Carlos              | Fray Domingo Monterrosa Jaramillo | Por Un Futuro Mejor                                    | 8.630   | 55.33%     |
| San José de Uré         | Luis José González Acosta         | Partido de la U                                        | 3.330   | 51.64%     |
| San Pelayo              | William Esteban Cavadia Hernández | Partido Liberal Colombiano                             | 14.647  | 49.92%     |
| Tierralta               | Jesús David Contreras Rodríguez   | Gana La Gente                                          | 25.304  | 55.40%     |
| Tuchín                  | Eligio Antonio Pestana Rojas      | Partido "ASI"                                          | 11.407  | 54.54%     |
| Valencia                | Ángel Darío Suárez Martínez       | Partido "ASI"                                          | 6.387   | 33.05%     |

### Cundinamarca
| Municipio                  | Alcalde electo                     | Partido                                                                       | Votos  | Porcentaje |
| -------------------------- | ---------------------------------- | ----------------------------------------------------------------------------- | ------ | ---------- |
| Agua de Dios               | Eliana Andrea Manzanares Góngora   | Partido Demócrata Colombiano                                                  | 2.627  | 38,08%     |
| Albán                      | Germán Enrique Espitia Cruz        | Avancemos Juntos por Albán                                                    | 2.184  | 58,44%     |
| Anapoima                   | Camilo Andrés Ferro Calderón       | Partido Cambio Radical                                                        | 5.518  | 62,62%     |
| Anolaima                   | Carlos Alexys González Chacón      | Juntos Hacemos Cambio                                                         | 3.333  | 42,23%     |
| Apulo                      | José Ignacio Santoya Chaparro      | Somos el Cambio, Somos Apulo                                                  | 2.744  | 52,49%     |
| Arbeláez                   | Hugo Efrén Novoa Villamil          | Partido Centro Democrático                                                    | 2.056  | 31,42%     |
| Beltrán                    | Nury Barragán Suárez               | Yo Elijo la Mejor Opción                                                      | 977    | 52,47%     |
| Bituima                    | William Guillermo Barrera Ruíz     | Un Equipo con Pasión y Sentido de Pertenencia por Bituima                     | 1.019  | 52,06%     |
| Bojacá                     | Gabriel Hernán González Rojas      | Coalición Bojacá es para Todos                                                | 1.870  | 34,99%     |
| Cabrera                    | Enyer Camilo Sánchez Pastor        | Unidos Cabrera Avanza                                                         | 1.055  | 47,11%     |
| Cachipay                   | Luis Orlando Garzón Acuña          | Desde el Campo, Más para Todos                                                | 3.092  | 47,87%     |
| Cajicá                     | Fabiola Jácome Rincón              | Gran Acuerdo Ciudadano por una Cajicá Ideal                                   | 9.526  | 25,97%     |
| Caparrapí                  | Andrés Ardila Sánchez              | Partido Conservador Colombiano                                                | 3.183  | 46,11%     |
| Cáqueza                    | Alba Yolima Benito Clavijo         | Unidos por el Cambio                                                          | 4.825  | 49,48%     |
| Carmen de Carupa           | Héctor Gonzalo Pachón Ortiz        | Unidos al 100% por el Desarrollo de Carmen de Carupa                          | 1.752  | 37,04%     |
| Chaguaní                   | María Elena Lozano Martínez        | Partido Cambio Radical                                                        | 1.497  | 51,40%     |
| Chía                       | Leonardo Donoso Ruíz               | En Acción                                                                     | 15.985 | 24,04%     |
| Chipaque                   | Daisy Jhoana Moreno Mora           | Coalición La U, ASI y Demócrata Colombiano                                    | 3.064  | 46,49%     |
| Choachí                    | Álvaro Pulido Rodríguez            | Vamos por Más                                                                 | 3.794  | 43,41%     |
| Chocontá                   | Javier Garzón Farfán               | Chocontá Eficiente al Servicio de la Gente                                    | 5.547  | 49,32%     |
| Cogua                      | Cristian Chávez Salas              | Alianza Sentido por lo Nuestro                                                | 4.113  | 35,07%     |
| Cota                       | Néstor Orlando Balsero García      | Cota Renace                                                                   | 11.238 | 56,94%     |
| Cucunubá                   | Mario Alexander Bello Velásquez    | Coalición La U, Verde y Liberal                                               | 2.042  | 51,69%     |
| El Colegio                 | Diego Andrés López Suárez          | Acciones para Progresar                                                       | 8.935  | 63,56%     |
| El Peñón                   | Nilson Javier Triana Buitrago      | Partido Cambio Radical                                                        | 2.154  | 68,31%     |
| El Rosal                   | Jorge Mikan Salgado                | Coalición Partido de la U y Partido Alianza Verde                             | 4.784  | 39,06%     |
| Facatativá                 | Luis Carlos Casas Alvarado         | Facatativá sin Miedo                                                          | 12.462 | 20,23%     |
| Fómeque                    | Jorge Edilberto Torres Acosta      | Partido de la U                                                               | 2.636  | 37,24%     |
| Fosca                      | Milton Albino Barbosa Rey          | Fosca, el Re-nacer de la Esperanza                                            | 2.337  | 53,87%     |
| Funza                      | Jeimmy Sulgey Villamil Buitrago    | Funza Evoluciona                                                              | 25.534 | 57,38%     |
| Fúquene                    | Walter Jeison Mora Castiblanco     | Juntos es Posible                                                             | 1.290  | 41,31%     |
| Fusagasugá                 | William García Fayad               | Volver a Creer                                                                | 21.027 | 32,87%     |
| Gachalá                    | Pedro Antonio Rodríguez Rojas      | Porque el Pueblo lo Conoce, el Pueblo lo Elige                                | 2.247  | 57,60%     |
| Gachancipá                 | Alfonso López Sánchez              | Gachancipá Democrática                                                        | 2.537  | 29,82%     |
| Gachetá                    | Daniel Orlando Beltrán Beltrán     | El Poder para Servir                                                          | 2.606  | 46,34%     |
| Gama                       | Ernesto Avelino Ruíz Martínez      | De la Experiencia a la Excelencia                                             | 1.163  | 48,90%     |
| Girardot                   | Salomón Said Arias                 | Coalición por la Gente para la Candidatura Girardot Cundinamarca              | 13.860 | 25,98%     |
| Granada                    | Sandra Rueda Acosta                | Servicio, Responsabilidad, Amistad (SRA)                                      | 1.793  | 38,91%     |
| Guachetá                   | Pablo Enrique Quicazán Ballesteros | Coalición Lo Hicimos Bien, lo Haremos Mejor                                   | 2.044  | 32,13%     |
| Guaduas                    | Diego Ariel Jiménez                | Coalición Diego Alcalde                                                       | 5.290  | 36,38%     |
| Guasca                     | Wilfrido Rafael Cotes Prada        | Guasca, Compromiso de Todos                                                   | 3.561  | 44,42%     |
| Guataquí                   | Elvin Audiver Mosquera Palacios    | Partido Cambio Radical                                                        | 1.257  | 56,98%     |
| Guatavita                  | Aldemar Cortés González            | Partido Conservador Colombiano                                                | 2.378  | 55,48%     |
| Guayabal de Síquima        | Sergio Paul Vera Sierra            | Para Seguir Transformando nuestro Territorio                                  | 2.215  | 67,46%     |
| Guayabetal                 | José Simón Mejía Joya              | Garantía de Buen Gobierno                                                     | 1.652  | 45,03%     |
| Gutiérrez                  | Leonardo Acuña Guasca              | Unidos Seguimos Trabajando                                                    | 1.493  | 66,74%     |
| Jerusalén                  | Ingri Marcela Villalba Contreras   | Jerusalén Tiene con Qué para Seguir Avanzando                                 | 1.155  | 53,17%     |
| Junín                      | Leyner Alejandro Herrera Fernández | Junín nos Une                                                                 | 1.118  | 29,00%     |
| La Calera                  | Juan Carlos Hernández Arévalo      | Partido Alianza Verde                                                         | 4.620  | 31,55%     |
| La Mesa                    | Laura Marcela Londoño Rodríguez    | Juntos Recuperemos La Mesa                                                    | 4.007  | 24,84%     |
| La Palma                   | Nelly Rodríguez López              | Partido Liberal Colombiano                                                    | 1.846  | 34,92%     |
| La Peña                    | Andrea Yuranny Ramírez Ortiz       | Unidos Construimos Futuro                                                     | 2.383  | 52,62%     |
| La Vega                    | Fabio Nelson Bermúdez Correa       | Coalición Siempre Presente, Trabajando de Frente por el Bienestar de la Gente | 5.833  | 64,54%     |
| Lenguazaque                | Juan Carlos Robayo Ladino          | Unidos Renovamos Lenguazaque                                                  | 2.336  | 41,66%     |
| Machetá                    | Pablo Emilio Espinosa Hernández    | Coalición Partido de la U, Liberal y Cambio Radical                           | 2.208  | 44,80%     |
| Madrid                     | Carlos Alberto Chávez Moya         | Coalición Cultivando con Amor por Madrid                                      | 17.726 | 37,16%     |
| Manta                      | Luis Felipe Vásquez León           | Coalición Trabajemos Juntos por la Prosperidad y el Progreso de Manta         | 2.026  | 67,08%     |
| Medina                     | Leopoldo Rigaud Peña López         | Con el Ingeniero, Construimos Todos                                           | 1.833  | 36,91%     |
| Mosquera                   | Nelson Hernán Parra Laguna         | Partido Nuevo Liberalismo                                                     | 25.049 | 48,34%     |
| Nariño                     | Luz Astrid Olarte Zarta            | Partido Demócrata Colombiano                                                  | 646    | 28,12%     |
| Nemocón                    | Cristian Camilo Carrillo Chacón    | Nemocón Merece Más                                                            | 3.054  | 37,84%     |
| Nilo                       | Juan Carlos Martín Caviedes        | Nilo es nuestro Compromiso                                                    | 2.822  | 68,04%     |
| Nimaima                    | John Jairo Escobar                 | Coalición entre Partido de la U y Cambio Radical                              | 1.479  | 54,73%     |
| Nocaima                    | William Alejandro Matiz Flórez     | Nocaima, una Tarea de Todos                                                   | 1.320  | 35,96%     |
| Pacho                      | Carlos Javier Díaz Sánchez         | Pacho, Tierra de Oportunidades                                                | 7.021  | 48,18%     |
| Paime                      | Luis Felipe Romero Díaz            | Paime para Todos                                                              | 1.977  | 53,28%     |
| Pandi                      | Carlos Alexis Prieto Prieto        | Partido Conservador Colombiano                                                | 1.046  | 34,36%     |
| Paratebueno                | Norberto Noreña Bermeo             | Unidos Recuperemos a Paratebueno                                              | 2.874  | 52,07%     |
| Pasca                      | Jonathan Alfonso Parra Forero      | Partido Conservador Colombiano                                                | 2.746  | 46,12%     |
| Puerto Salgar              | Adrián Gutiérrez Gómez             | Salgar es de Todos                                                            | 3.381  | 46,07%     |
| Pulí                       | Wilder Hernán Romero Benavides     | Pulí - Partido de la U, Partido ASI                                           | 1.312  | 67,07%     |
| Quebradanegra              | Wilfan Medina Gutiérrez            | Unidos por Quebradanegra                                                      | 1.788  | 52,66%     |
| Quetame                    | Elizabeth Sabogal Velásquez        | Es nuestro Momento, Quetame Merece Más                                        | 1.634  | 34,69%     |
| Quipile                    | José Efraín Medina Valero          | Nueva Fuerza Democrática                                                      | 1.914  | 47,95%     |
| Ricaurte                   | Campo Elías Prada Ortiz            | Porque Amo a Ricaurte - Capacidad, Experiencia, Progreso                      | 3.785  | 48,50%     |
| San Antonio del Tequendama | José Aníbal Manrique Arévalo       | San Antonio Renace                                                            | 2.611  | 39,30%     |
| San Bernardo               | Libardo Morales Cabezas            | Coalición Reconstrucción en Marcha                                            | 2.657  | 48,68%     |
| San Cayetano               | Luis Alejandro Roncancio Rincón    | Avanzar Unidos                                                                | 1.719  | 50,24%     |
| San Francisco              | Jorge Enrique Infante Bermúdez     | Una Huella por San Francisco                                                  | 2.109  | 34,32%     |
| San Juan de Rioseco        | Érika Constanza González Rubio     | Con Firmeza por San Juan                                                      | 3.414  | 54,65%     |
| Sasaima                    | Luz Patricia Camelo Urrego         | Todos por Sasaima                                                             | 3.053  | 50,36%     |
| Sesquilé                   | Elsa Quintero Martínez             | Gestión, Progreso y Buen Gobierno - Yo Amo a Sesquilé                         | 3.429  | 52,20%     |
| Sibaté                     | Luis Manuel González Ramírez       | Partido Alianza Verde                                                         | 5.060  | 29,18%     |
| Silvania                   | José Ricardo Pulido Garzón         | Compromiso Social por Silvania                                                | 4.952  | 40,96%     |
| Simijaca                   | Johana Paola Monzón Murcia         | Simijaca somos Todos                                                          | 2.741  | 40,94%     |
| Soacha                     | Víctor Julián Sánchez Acosta       | Perico                                                                        | 62.736 | 37,17%     |
| Sopó                       | Alba Fabiola Muñoz Rodríguez       | Resurge Sopó                                                                  | 4.511  | 32,00%     |
| Subachoque                 | Jorge Alberto Camacho Lizarazo     | Amor y Experiencia por Subachoque                                             | 2.819  | 32,73%     |
| Suesca                     | Óscar Darío Jiménez Penagos        | Equipo por Suesca                                                             | 2.182  | 26,99%     |
| Supatá                     | Wilmar Jamith Quitián Chila        | Unidos por Supatá                                                             | 1.879  | 59,57%     |
| Susa                       | Jimmy Oswaldo Caro Ballesteros     | Partido Conservador Colombiano                                                | 1.084  | 27,95%     |
| Sutatausa                  | Jhonatan Ricardo Ojeda Barrera     | Sutatausa pa' Delante                                                         | 887    | 27,39%     |
| Tabio                      | Carlos Javier Julio Torres         | Coalición Construyamos Juntos                                                 | 2.399  | 20,59%     |
| Tausa                      | David Alejandro Ortiz García       | Sumercé, Confíe en el Nuevo Liderazgo                                         | 1.912  | 41,71%     |
| Tena                       | Carolina Niño Ardila               | Partido Demócrata Colombiano                                                  | 2.774  | 50,55%     |
| Tenjo                      | Iván David Nemocón Espinosa        | Coalición Iván David Alcalde                                                  | 4.425  | 36,09%     |
| Tibacuy                    | Eduar Javier Serrano Orjuela       | Coalición La U, Demócrata y Verde                                             | 1.794  | 57,13%     |
| Tibirita                   | Luis Fernando Roa Arévalo          | Nuestra Lucha es por Tibirita                                                 | 1.233  | 56,82%     |
| Tocaima                    | Hernán Herrera Morales             | Con mi Pueblo Sí se Puede                                                     | 3.621  | 44,78%     |
| Tocancipá                  | Walfrando Adolfo Forero Bejarano   | Familia Walfrandista                                                          | 11.270 | 41,44%     |
| Topaipí                    | Miguel Horacio Benito Granados     | Creemos en el Cambio                                                          | 2.102  | 64,57%     |
| Ubalá                      | Manuel Fernando Calderón Páez      | Con Capacidad y Liderazgo, Ubalá Sigue Avanzando                              | 2.892  | 47,41%     |
| Ubaque                     | Jhoanny Oswaldo Garzón Aguas       | Partido La Fuerza de la Paz                                                   | 1.451  | 30,60%     |
| Ubaté                      | Richard Alexander Bernal           | Ubaté Somos Todos                                                             | 9.386  | 42,13%     |
| Une                        | Álvaro Gómez Rico                  | El Cambio es Ahora                                                            | 3.177  | 57,24%     |
| Útica                      | José Alexander Bravo               | Coalición Útica nos Une                                                       | 2.032  | 53,40%     |
| Venecia                    | Héctor Guiovanny Escobar Cabrera   | Unidos por el Desarrollo de una Venecia Mejor                                 | 1.334  | 54,44%     |
| Vergara                    | Ana María Mahecha Olarte           | Mujer con Resultados, Líder de Corazón                                        | 2.543  | 52,00%     |
| Vianí                      | Juan Carlos Molina Vargas          | Campo para Todos                                                              | 1.044  | 35,87%     |
| Villagómez                 | Mary Luz Moreno Bertoletti         | Creemos en Villagómez                                                         | 875    | 51,95%     |
| Villapinzón                | Gildardo Ansísar Melo Garnica      | Unidos Hacemos Más                                                            | 7.446  | 70,94%     |
| Villeta                    | Yosimar Reyes Acevedo              | Villeta, un Presente Lleno de Futuro                                          | 3.063  | 18,92%     |
| Viotá                      | Óscar Hernán Quiroga García        | Coalición Viotá Avanza                                                        | 2.305  | 32,09%     |
| Yacopí                     | Herling Zuced Escobar Tovar        | Partido Creemos                                                               | 4.223  | 57,54%     |
| Zipacón                    | Eduard Hernán Correa Sarmiento     | Zipacón Evoluciona                                                            | 894    | 29,14%     |
| Zipaquirá                  | Fabián Mauricio Rojas García       | Por Todo lo que nos Une                                                       | 16.677 | 26,90%     |

### Guainía
| Municipio      | Alcalde electo       | Partido            | Votos | Porcentaje |
| -------------- | -------------------- | ------------------ | ----- | ---------- |
| Puerto Inirida | Arturo Sánchez       | Una nueva Historia | 6.763 | 41,09%     |
| Barrancominas  | Héctor Orlando Pérez | Partido de la U    | 1.486 | 43,89%     |

### Guaviare
| Municipio             | Alcalde electo            | Partido                                      | Votos  | Porcentaje |
| --------------------- | ------------------------- | -------------------------------------------- | ------ | ---------- |
| Calamar               | Farid Castaño García      | Dignidad y Compromiso                        | 1.278  | 28,55%     |
| El Retorno            | Jhonny Haiber Casanova    | Partido de la U,ASI,Verde y Fuerza de la paz | 4.792  | 75,91%     |
| Miraflores            | Edwin Iovanni Díaz        | Alianza del Porgreso                         | 1.203  | 65,59%     |
| San José del Guaviare | Willy Alejandro Rodríguez | Nuevo Liberalismo                            | 11.751 | 41,33%     |

### Huila
| Municipio    | Alcalde electo                  | Partido                                    | Votos  | Porcentaje |
| ------------ | ------------------------------- | ------------------------------------------ | ------ | ---------- |
| Acevedo      | Edgar Prada Sterling            | Construyamos el Acevedo de todos           | 4.950  | 36.94%     |
| Agrado       | María Nelffy Rincon             | Partido Liberal                            | 2.863  | 47,90%     |
| Aipe         | Luis Ángel Ramírez              | Cambio Radical                             | 4.007  | 34,42%     |
| Algeciras    | Alexander Martínez Ballesteros  | Partido Liberal                            | 5.597  | 50,69%     |
| Altamira     | Yesid Rodrigues Tovar           | Partido Liberal                            | 1.079  | 41,70%     |
| Baraya       | Luis Enrique Cardoso            | Cambio Radical                             | 2.080  | 48,20%     |
| Campoalegre  | Víctor Ramón Vargas             | Chatos                                     | 6.316  | 38,59%     |
| Colombia     | Arvey Vargas Manguera           | Partido Liberal                            | 1.853  | 37,94%     |
| Elías        | Helman Ricaurte Vargas          | Partido Liberal                            | 2.196  | 74,97%     |
| Garzón       | Francisco Enrique Calderón      | Partido Liberal                            | 9.209  | 27,18%     |
| Gigante      | Josué Manrique Murcia           | Coalición Gigante Amable 2023              | 5.628  | 43,17%     |
| Guadalupe    | Alberto Toledo Ramos            | Alianza Social Independiente               | 3.652  | 41,72%     |
| Hobo         | Yhon Alber Mora                 | Partido Verde Oxígeno                      | 2.048  | 46,84%     |
| Íquira       | Rubén Darío Castro              | Iquira Mas Futuro                          | 1.507  | 27,10%     |
| Isnos        | José Alfredo Muñoz              | Alianza Verde                              | 2.484  | 23,82%     |
| La Argentina | Fabián Ernesto Rincon           | Conectando con el Pueblo                   | 3.251  | 41,51%     |
| La Plata     | Camilo Ospina Martínez          | Partido Conservador                        | 11.769 | 47,22%     |
| Nátaga       | José Adelmo Lievano             | Cambio Radical                             | 1.828  | 48,56%     |
| Neiva        | Germán Casagua Bonilla          | Acciones por Neiva                         | 57.076 | 36,47%     |
| Oporapa      | Marco Antonio Molina            | Partido Conservador                        | 3.039  | 45,72%     |
| Paicol       | Aníbal Chavarro Chantre         | Primero La Gente                           | 1.422  | 34,55%     |
| Palermo      | Kleyver Laureano Oviedo         | Salvemos Palermo CR-FC                     | 6.827  | 46,32%     |
| Palestina    | Juan Diego Pineda               | Palestina Compromiso De Todos              | 2.360  | 34,15%     |
| Pital        | Carlos Alberto Rodríguez        | Cambio Radical                             | 2.101  | 28,69%     |
| Pitalito     | Yider Luna Joven                | Partido Cambio Radical                     | 29.288 | 52,71%     |
| Rivera       | Luis Humberto Alvarado Guzmán   | En equipo por Rivera                       | 5.204  | 38,68%     |
| Saladoblanco | Edgar Javier Bambague Barrios   | Partido de la U, Liberal y Conservador     | 3.588  | 46,96%     |
| San Agustín  | Heber Nel Muñoz Yasno           | Partido Colombia Renaciente                | 4.673  | 29,33%     |
| Santa María  | Viancy Carolina García          | Con la fuerza del Pueblo                   | 3.523  | 58,96%     |
| Suaza        | Francisco Cuéllar Calderón      | Seguiremos el Cambio                       | 5.878  | 54,30%     |
| Tarqui       | Carlos Antonio Tole Calderón    | De corazón con Tarqui                      | 4.099  | 42,97%     |
| Tello        | Fernando Alipio Solano Gómez    | Tello merece más                           | 4.578  | 61,49%     |
| Teruel       | Germán Morales Oliveros         | Partido Verde Oxígeno                      | 2.925  | 61,69%     |
| Tesalia      | Olmer Gustavo Ramos Cuenca      | Partido Alianza Verde                      | 2.111  | 34,54%     |
| Timaná       | Edwin Andrés Cárdenas Gasca     | Partido Alianza Verde                      | 3.462  | 31,80%     |
| Villavieja   | Yordan Aris Pacheco Toncon      | Partido de la Unión por la gente y de la U | 1.618  | 29,38%     |
| Yaguará      | Lenin Alberto Trujillo González | Yaguará para todos                         | 2.257  | 42,40%     |

### La Guajira
| Municipio          | Alcalde electo                 | Partido                                          | Votos  | Porcentaje |
| ------------------ | ------------------------------ | ------------------------------------------------ | ------ | ---------- |
| Albania            | Nera Eloisa Robles             | MAIS                                             | 5.006  | 38,31%     |
| Barrancas          | Vicente Berardinelli Carillo   | Vamos Barrancas                                  | 9.770  | 50,81%     |
| Dibulla            | Alberto Montero Molina         | Partido Conservador                              | 6.524  | 47,67%     |
| Distracción        | Jacob Arnaldo Brito            | Avancemos Enserio                                | 4.308  | 56,89%     |
| El Molino          | Rafael Herado Manjarres        | Partido Conservador                              | 3.455  | 55,30%     |
| Fonseca            | Enrique Luis Fonseca           | Si Podemos                                       | 4.715  | 39,05%     |
| Hatonuevo          | Hassan David Palmezano         | Partido Conservador                              | 6.118  | 55,83%     |
| La Jagua del Pilar | José Amiro Morón               | Partido de la U                                  | 1.297  | 52,76%     |
| Maicao             | Miguel Felipe Aragón           | Es tiempo De Avanzar                             | 20.123 | 30,47%     |
| Manaure            | Jhon Galvi Pimienta            | Partido De La U                                  | 15.092 | 51,15%     |
| Riohacha           | Genaro David Redondo           | GENARO                                           | 29.935 | 35;67%     |
| San Juan del Cesar | Cubita Enrique Urbina          | Coalición Entre Partido de la U y Cambio Radical | 14.125 | 55,90%     |
| Uribia             | Jaime Luis Buitrago García     | Coalición Programatica y Política                | 23.130 | 51,19%     |
| Urumita            | Mary Luz Corrales Malagon      | Partido De La U                                  | 3.697  | 50,09%     |
| Villanueva         | Cielomar Peñalosa de Lacouture | Cielo, Somos Todos                               | 6.682  | 48,80%     |

### Magdalena
| Municipio                   | Alcalde electo       | Partido              | Votos  | Porcentaje |
| --------------------------- | -------------------- | -------------------- | ------ | ---------- |
| Algarrobo                   |                      |                      |        |            |
| Aracataca                   |                      |                      |        |            |
| Ariguaní                    |                      |                      |        |            |
| Cerro de San Antonio        |                      |                      |        |            |
| Chibolo                     |                      |                      |        |            |
| Ciénaga                     |                      |                      |        |            |
| Concordia                   |                      |                      |        |            |
| El Banco                    |                      |                      |        |            |
| El Piñón                    |                      |                      |        |            |
| El Retén                    |                      |                      |        |            |
| Fundación                   |                      |                      |        |            |
| Guamal                      |                      |                      |        |            |
| Nueva Granada               |                      |                      |        |            |
| Pedraza                     |                      |                      |        |            |
| Pijiño del Carmen           |                      |                      |        |            |
| Pivijay                     |                      |                      |        |            |
| Plato                       |                      |                      |        |            |
| Pueblo Viejo                |                      |                      |        |            |
| Remolino                    |                      |                      |        |            |
| Sabanas de San Ángel        |                      |                      |        |            |
| Salamina                    |                      |                      |        |            |
| San Sebastián de Buenavista |                      |                      |        |            |
| San Zenón                   |                      |                      |        |            |
| Santa Ana                   |                      |                      |        |            |
| Santa Bárbara de Pinto      |                      |                      |        |            |
| Santa Marta                 | Carlos Pinedo Cuello | Santa Marta Sí Puede | 85.372 |            |
| Sitionuevo                  |                      |                      |        |            |
| Tenerife                    |                      |                      |        |            |
| Zapayán                     |                      |                      |        |            |
| Zona Bananera               |                      |                      |        |            |

### Meta
| Municipio                | Alcalde electo                 | Partido                                  | Votos  | Porcentaje |
| ------------------------ | ------------------------------ | ---------------------------------------- | ------ | ---------- |
| Acacías                  | Carlos Julio Becerra           | Partido Conservador                      | 22.114 | 42,95%     |
| Barranca de Upía         | Fredy Enrique Castro           | Juntos Sigamos Avanzando                 | 2.443  | 63,07%     |
| Cabuyaro                 | José Andrés Castañeda          | Cabuyaro Nos Une                         | 2.656  | 53,60%     |
| Castilla La Nueva        | Lenito Eliecer Castro          | Somos El Cambio                          | 3.949  | 39,60%     |
| Cubarral                 | Brayhann Camilo Velazques      | Unidos Avanzamos                         | 1.694  | 40,41%     |
| Cumaral                  | José Albeiro Serna             | Coalición De La Confianza                | 6.536  | 48,86%     |
| El Calvario              | Arley Albeiro Romero           | Trabajo y Compromiso                     | 620    | 49,79%     |
| El Castillo              | Daimer Otalora Vera            | Movimiento Colombia Humana               | 1.828  | 42,87%     |
| El Dorado                | Oscar Olaya López              | Partido De La U                          | 1.532  | 52,12%     |
| Fuente de Oro            | Ana Shirley Gonzales           | Cambio Radical y ASI                     | 4.004  | 58,02%     |
| Granada                  | Juan Carlos Mendoza            | Fuerza de la Paz y Centro Democrático    | 10.846 | 30,04%     |
| Guamal                   | José Fernando Peña             | Fernando Peña, Juntos Saldremos Adelante | 4.093  | 41,34%     |
| La Macarena              | César Augusto Sánchez          | Por La Macarena Que Queremos             | 3.214  | 47,81%     |
| Lejanías                 | Nick Jefree Martínez           | Lejanias Avanza                          | 3.062  | 53,05%     |
| Mapiripán                | César Julio Arenas             | Compromiso y Experiencia Con Mapiripan   | 1.228  | 35.94%     |
| Mesetas                  | Camilo Antonio Pulgarin        | Partido Liberal                          | 2.560  | 38,83%     |
| Puerto Concordia         | Mirto Elio Urrea               | Todos Por Un Puerto Concordia            | 2.263  | 42,75%     |
| Puerto Gaitán            | Luis César Pérez               | Unidos Por El Futuro y Trabajo           | 14.912 | 42,37%     |
| Puerto Lleras            | Jeison Alexander Sosa Valencia | Transformemos Puerto Lleras              | 1.564  | 29.90%     |
| Puerto López             | Pedro Vidal Velandia Bejarano  | Primero Puerto López                     | 6.109  | 35.07%     |
| Puerto Rico              | Iván Andrés Puentes Molina     | Partido Alianza Verde                    | 2.788  | 44.34%     |
| Restrepo                 | Dani Ferney Linares Ospina     | Partido Político Gente en Movimiento     | 3.757  | 33.83%     |
| San Carlos de Guaroa     | Carlos Alberto Pineda Ruíz     | San Carlos Avanza                        | 3.131  | 44.51%     |
| San Juan de Arama        | Ricardo Díaz Rodríguez         | Partido de la U, Centro Democrático      | 1.551  | 37.36%     |
| San Juanito              | César Augusto Aya Rozo         | Unidos por el Desarrollo de San Juanito  | 657    | 53.41%     |
| San Martín de Los Llanos | John Germán Ramírez Hernández  | Movimiento Salvación Nacional            | 3.506  | 27.99%     |
| Uribe                    | Deison Cantor Rodríguez        | Le llegó la hora al Campo                | 2.089  | 41.60%     |
| Villavicencio            | Alexander Baquero Sanabria     | Recuperemos Villavo                      | 70.698 | 31.17%     |
| Vista Hermosa            | Juan Andrés Gómez López        | Coalición Juntos Gobernamos              | 5.636  | 62.33%     |

### Nariño
| Municipio            | Alcalde electo             | Partido | Votos | Porcentaje |
| -------------------- | -------------------------- | --- | ----- | ---------- |
| Albán                | Luciano Coronel Bolaños    | Coalición Unidos Rescatarémos Albán Partido Liberal Colombiano, Partido Alianza Verde, Colombia Renaciente | 3.937 | 61,22%     |
| Aldana               |                            | |       |            |
| Ancuya               |                            | |       |            |
| Arboleda             |                            | |       |            |
| Barbacoas            |                            | |       |            |
| Belén                |                            | |       |            |
| Buesaco              |                            | |       |            |
| Chachagüí            |                            | |       |            |
| Colón                |                            | |       |            |
| Consacá              |                            | |       |            |
| El Contadero         |                            | |       |            |
| Córdoba              |                            | |       |            |
| Cuaspud              |                            | |       |            |
| Cumbal               |                            | |       |            |
| Cumbitara            |                            | |       |            |
| El Charco            |                            | |       |            |
| El Peñol             |                            | |       |            |
| El Rosario           |                            | |       |            |
| El Tablón de Gómez   |                            | |       |            |
| El Tambo             |                            | |       |            |
| Francisco Pizarro    |                            | |       |            |
| Funes                |                            | |       |            |
| Guachucal            |                            | |       |            |
| Guaitarilla          |                            | |       |            |
| Gualmatán            |                            | |       |            |
| Iles                 |                            | |       |            |
| Imués                |                            | |       |            |
| Ipiales              |                            | |       |            |
| La Cruz              |                            | |       |            |
| La Florida           | Andres Díaz                | |       |            |
| La Llanada           |                            | |       |            |
| La Tola              |                            | |       |            |
| La Unión             |                            | |       |            |
| Leiva                |                            | |       |            |
| Linares              |                            | |       |            |
| Los Andes            |                            | |       |            |
| Magüí Payán          |                            | |       |            |
| Mallama              |                            | |       |            |
| Mosquera             |                            | |       |            |
| Nariño               |                            | |       |            |
| Olaya Herrera        |                            | |       |            |
| Ospina               |                            | |       |            |
| Pasto                | Nicolás Toro               | |       |            |
| Policarpa            |                            | |       |            |
| Potosí               |                            | |       |            |
| Providencia          |                            | |       |            |
| Puerres              |                            | |       |            |
| Pupiales             |                            | |       |            |
| Ricaurte             |                            | |       |            |
| Roberto Payán        |                            | |       |            |
| Samaniego            |                            | |       |            |
| San Bernardo         |                            | |       |            |
| San Lorenzo          |                            | |       |            |
| San Pablo            |                            | |       |            |
| San Pedro de Cartago |                            | |       |            |
| Sandoná              |                            | |       |            |
| Santa Bárbara        |                            | |       |            |
| Santacruz            |                            | |       |            |
| Sapuyes              |                            | |       |            |
| Taminango            |                            | |       |            |
| Tangua               |                            | |       |            |
| Tumaco               |                            | |       |            |
| Túquerres            | Luis Fernando Leyton López | |       |            |
| Yacuanquer           |                            | |       |            |

### Norte de Santander
| Municipio             | Alcalde electo                  | Partido/Colación                                                                                     | Votos   | Porcentaje |
| --------------------- | ------------------------------- | --- | ------- | ---------- |
| Ábrego                | Huber Darío Sánchez Ortega      | Partido de la U                                                                                      | 8.809   | 51,64%     |
| Arboledas             | Álvaro Carrillo                 | Álvaro Carillo - Alcalde Partido Conservador Partido de la U Cambio Radical                          | 2.171   | 39.19%     |
| Bochalema             | Rafael Eusebio Ortiz Mora       | Ahora Sí Cambio Radical Partido Conservador Creemos Colombia Centro Democrático                      | 2.905   | 51,07%     |
| Bucarasica            | Óscar Andrés Pérez González     | Nacimos para Servir Partido de la U Gente en Movimiento Alianza Social Independiente                 | 1.416   | 43,28%     |
| Cáchira               | Herman FernandoJaime Mora       | Buenos Propósitos Partido de la U Partido Conservador                                                | 2.313   | 42,54%     |
| Cácota                | Jesús Eduardo Araque Jaimes     | Partido de la U Cambio Radical Partido Conservador Nuevo Liberalismo                                 | 913     | 46,46%     |
| Chinácota             | José Ramiro Mora Conde          | Chinácota Nos Une Partido de la U Cambio Radical Partido Liberal Creemos Colombia                    | 3.529   | 38,35%     |
| Chitagá               | Yorman Suárez Hormaza           | "Chitagá Nos Une" Partido de la U Partido Liberal                                                    | 4.075   | 65,76%     |
| Convención            | Alexander Botello López         | Convención Sí Vale Alianza Verde Partido Conservador                                                 | 4.883   | 53,73%     |
| Cúcuta                | Jorge Enrique Acevedo Peñaloza  | Todos Por Cúcuta                                                                                     | 89.759  | 28,47%     |
| Cucutilla             | Rodrigo Hernando Parada Páez    | Coalición Unidos Construimos La Cucutilla Que Queremos Gente en Movimiento Partido Liberal           | 2.348   | 44,84%     |
| Durania               | Marlyn Yohana Márquez Rivera    | Obras Con Amor Y Servicio Social Partido de la U Partido Liberal Alianza Democrática Amplia          | 2.035   | 53,73%     |
| El Carmen             | José Reinel Contreras Yaruro    | Unidos De Corazón Para Volver A Creer                                                                | 3.954   | 53,23%     |
| El Tarra              | Eyder Robles Ortiz              | Hagamos Grande Al Tarra Partido Fuerza de la Paz Alianza Social Independiente                        | 3.260   | 33,41%     |
| El Zulia              | Elkin Caballero Ramírez         | Unidos Por El Desarrollo Partido de la U Partido Conservador                                         | 5.364   | 32,61%     |
| Gramalote             | Álvaro Cardozo Riaño            | Partido Conservador                                                                                  | 1.689   | 40,88%     |
| Hacarí                | Robeiro Muñoz Pérez             | Hacarí Nos Une                                                                                       | 3.307   | 55,54%     |
| Herrán                | Salvador Avellaneda Escobar     | Partido de la U                                                                                      | 1.144   | 44,22%     |
| La Esperanza          | Said León Higuera               | Partido Conservador                                                                                  | 4.524   | 56,59%     |
| La Playa de Belén     | Yoly Margarita Ruedas León      | Partido Conservador                                                                                  | 2.311   | 48,80%     |
| Labateca              | Uriel Darío Capacho Vera        | La Esperanza De Un Pueblo Cambio Radical Nuevo Liberalismo Creemos Colombia En Marcha Alianza Verde  | 2.590   | 65,66%     |
| Los Patios            | Alexi Allende Valencia Lizcano  | Partido Liberal                                                                                      | 13.694  | 30,31%     |
| Lourdes               | Andrés Camilo Pedraza Gómez     | Salvación Nacional                                                                                   | 1.512   | 52,22%     |
| Mutiscua              | Ana Dolores Solano Mantilla     | Unidos Por Mutiscua Partido de la U Partido Liberal                                                  | 1.311   | 54,32%     |
| Ocaña                 | Emiro Cañizares Plata           | Colombia Renaciente                                                                                  | 9.835   | 17,72%     |
| Pamplona              | Klaus Faber Mogollón            | Pamplona Corazón De Todos Cambio Radical Partido La Fuerza de la Paz                                 | 6.597   | 25,55%     |
| Pamplonita            | Fabio Enrique Leal Cruz         | Más Cerca De La Gente Salvación Nacional Centro Democrático                                          | 1.049   | 29,64%     |
| Puerto Santander      | Carmen Teresa Gómez Cáceres     | Creemos Colombia                                                                                     | 2.584   | 35,57%     |
| Ragonvalia            | Carmen Alicia Chona Bautista    | Cambio Radical                                                                                       | 2.251   | 44,25%     |
| Salazar de las Palmas | Juan Carlos Baibor Rojas        | Acuerdo De Coalición Política Y Programática Partido de la U Centro Democrático Cambio Radical       | 1.981   | 31,54      |
| San Calixto           | José Luis Balmaceda Pinzón      | Con La Gente                                                                                         | 3.278   | 50,05%     |
| San Cayetano          | Wilson de Jesús Pérez Gutiérrez | Alianza Verde                                                                                        | 1.971   | 35,86%     |
| Santiago              | Danis Carlewis Ramírez Viloria  | Creemos Colombia                                                                                     | 1.068   | 45,68%     |
| Sardinata             | Diomara Montáñez Peñaranda      | Nuevas Ideas Una Historia Diferente De Sardinata Partido de la U Partido Liberal Partido Conservador | 5.806   | 49,64%     |
| Silos                 | Pedro Antonio Vera Mantilla     | Coalición Mejor Calidad De Vida Para Todos Partido Liberal Gente en Movimiento                       | 1.136   | 32,45%     |
| Teorama               | Uber Said Conde Serrano         | Colombia Humana                                                                                      | 3.130   | 36,92%     |
| Tibú                  | Richar Javier Claro Durán       | Rescatemos a Tibú Alianza Verde Partido Conservador                                                  | 6.134   | 27,76%     |
| Toledo                | Carlos Javier Prada Mogollón    | Unidos Por Toledo Partido Conservador Creemos Colombia Centro Democrático                            | 5.498   | 62,74%     |
| Villa Caro            | Jesús Amado Sepúlveda Celis     | Centro Democrático                                                                                   | 1.514   | 49,80%     |
| Villa del Rosario     | Juan Camilo Suárez Sierra       | El Camino Es Con Camilo Creemos Colombia Partido Liberal Partido Conservador Nuevo Liberalismo       | 28.740  | 54,74%     |
| Total                 | Total                           | Total                                                                                                | 761.107 | 56,94%     |

### Putumayo
| Municipio         | Alcalde electo                                    | Partido                                           | Votos                                             | Porcentaje                                        |
| ----------------- | ------------------------------------------------- | ------------------------------------------------- | ------------------------------------------------- | ------------------------------------------------- |
| Colón             | Jinneth Valentina Torres Montero                  | Trabajemos Juntos por Colón                       | 1.390                                             | 38.51%                                            |
| Mocoa             | Carlos Hugo Pedrahita Pérez                       | Alianza Ciudadana por Mocoa                       | 7.343                                             | 27.38%                                            |
| Orito             | Edinson Humberto Ramírez Delgado                  | Movimiento Alternativo Indígena y Social          | 10.323                                            | 50.81%                                            |
| Puerto Asís       | Jorge Herlinto García López                       | Puerto Asís Nuestra Gran Empresa                  | 10.856                                            | 40.15%                                            |
| Puerto Caicedo    | Ederth Adrián Ibarra Oliva                        | Partido Liberal Colombiano                        | 2.611                                             | 36.56%                                            |
| Puerto Guzmán     | Miguel Ángel Muñoz Gómez                          | Movimiento Alternativo Indígena y Social          | 4.085                                             | 51.78%                                            |
| Puerto Leguízamo  | Luis Emilio Bustos Morales                        | Partido Liberal Colombiano                        | 4.001                                             | 49.06%                                            |
| San Francisco     | Oscar Javier Escobar Bravo                        | Ciudadanos Hoy Eligen Oportunidades               | 1.322                                             | 36.45%                                            |
| San Miguel        | José Jairo López Melo                             | Partido Conservador Colombiano                    | 4.267                                             | 52.43%                                            |
| Santiago          | Fueron suspendidas las votaciones por disturbios. | Fueron suspendidas las votaciones por disturbios. | Fueron suspendidas las votaciones por disturbios. | Fueron suspendidas las votaciones por disturbios. |
| Sibundoy          | Camilo Fernando Pabon González                    | Independientes                                    | 1.946                                             | 23.91%                                            |
| Valle del Guamuez | Jeurin Zan Meneses Gómez                          | Partido Alianza Social Independiente              | 6.320                                             | 40.33%                                            |
| Villagarzón       | Luis Eduardo García Franco                        | Partido Conservador Colombiano                    | 5.490                                             | 41.99%                                            |

### Quindío
| Municipio  | Alcalde electo                  | Partido                                                                        | Votos  | Porcentaje |
| ---------- | ------------------------------- | ------------------------------------------------------------------------------ | ------ | ---------- |
| Armenia    | James Padilla García            | También Depende De Ti (ASI, AICO, MIRA, C. Renaciente, CR y Partido Demócrata) | 35.703 | 26,61%     |
| Buenavista | Jhon Steban Aritizábal Rendón   | Es El Momento De La Gente (Conservador y ASI)                                  | 1.007  | 50.93%     |
| Calarcá    | Juan Sebastián Ramos Velasco    | Calarcá Renace (Alianza Verde)                                                 | 8.120  | 26.41%     |
| Circasia   | Julián Andrés Peña Sierra       | Juntos Podemos (ASI, CR, U y C. Renaciente)                                    | 6.742  | 46.75%     |
| Córdoba    | Guillermo Andrés Valencia Henao | Retomemos El Camino (CR y ASI)                                                 | 1.921  | 52.04%     |
| Filandia   | Duberney Pareja Giraldo         | Por Un Filandia Con Futuro                                                     | 2.639  | 43.80%     |
| Génova     | Diego Fernando Sicua Galvis     | Génova Tiene Futuro                                                            | 2.238  | 51.29%     |
| La Tebaida | Ricardo Alonso Célis Rojas      | Creemos Colombia                                                               | 4.171  |            |
| Montenegro | Gustavo Adolfo Pava Pusch       | Coalición U, CR, AICO y Fuerza de La Paz                                       | 3.411  | 33.04%     |
| Pijao      | John Jairo Restrepo Gallego     | Acuerdo De Coalición Política Pragmática                                       |        |            |
| Quimbaya   | Juan Manuel Rodríguez Brito     | Coalición U y Conservador                                                      | 3.347  | 28.62%     |
| Salento    | Santiago Ángel Morales          | Salento Avanza (CR, ASI, AICO)                                                 | 1.999  | 46.60%     |

### Risaralda
| Municipio           | Alcalde electo           | Partido                             | Votos  | Porcentaje |
| ------------------- | ------------------------ | ----------------------------------- | ------ | ---------- |
| Apía                | Jorge Andrés Hoyos       | Partido Liberal                     | 3.367  | 50,51%     |
| Balboa              | José Ernesto Miranda     | Nuevo Liberalismo                   | 1,713  | 49,48%     |
| Belén de Umbría     | John Fredy Montes        | Creemos                             | 3.461  | 28,72%     |
| Dosquebradas        | Roberto Jimenes Naranjo  | Dosquebradas Visión de Ciudad       | 24.217 | 29,27%     |
| Guática             | Ferney Castro Colorado   | Coalición Partido Conservador y ASI | 5.323  | 73,49%     |
| La Celia            | Carlos Uriel Izasa       | Por Amor a La Celia                 | 2.045  | 50,33%     |
| La Virginia         | Juan Carlos Botero       | Alianza Social Independiente        | 7.851  | 46,01%     |
| Marsella            | Alberto Peláez Henao     | Nuevo Liberalismo                   | 2.102  | 25,16%     |
| Mistrató            | Diego Parra Mejia        | Partido Conservador                 | 3.300  | 41,60%     |
| Pereira             | Mauricio Salazar Peláez  | Coalición Primero Pereira           | 82.304 | 37,97%     |
| Pueblo Rico         | Martin Siagama Gutiérrez | MAIS                                | 3.842  | 50,94%     |
| Quinchía            | Jader de Jesús Clavijo   | Coalición Alcaldía de Quinchia      | 5.454  | 41,68%     |
| Santa Rosa de Cabal | Paulo César Homes        | El Cambio Avanza                    | 12.209 | 33,33%     |
| Santuario           | Miguel Antonio Bedoya    | Unidos Seguimos Avanzando           | 2.550  | 43,44%     |

### San Andrés y Providencia[30]
| Municipio   | Alcalde electo            | Partido                                                           | Votos | Porcentaje |
| ----------- | ------------------------- | ----------------------------------------------------------------- | ----- | ---------- |
| Providencia | Álex Alberto Ramírez Nuza | Coalición Proviviencia y Santa Catalina islas justas para la vida | 2.038 | 56.99%     |

### Santander
| Municipio              | Alcalde electo                 | Partido                          | Votos  | Porcentaje |
| ---------------------- | ------------------------------ | -------------------------------- | ------ | ---------- |
| Aguada                 |                                |                                  |        |            |
| Albania                |                                |                                  |        |            |
| Aratoca                |                                |                                  |        |            |
| Barbosa                |                                |                                  |        |            |
| Barichara              |                                |                                  |        |            |
| Barrancabermeja        |                                |                                  |        |            |
| Betulia                |                                |                                  |        |            |
| Bolívar                |                                |                                  |        |            |
| Bucaramanga            | Jaime Andrés Beltrán           | Coalición Defendamos Bucaramanga | 91.372 | 34,62%     |
| Cabrera                |                                |                                  |        |            |
| California             |                                |                                  |        |            |
| Capitanejo             |                                |                                  |        |            |
| Carcasí                |                                |                                  |        |            |
| Cepitá                 |                                |                                  |        |            |
| Cerrito                |                                |                                  |        |            |
| Charalá                | Jorge Wilmar Vega Rojas        | Coalición Charalá Para Todos     | 3.222  | 46,06%     |
| Charta                 |                                |                                  |        |            |
| Chima                  |                                |                                  |        |            |
| Chipatá                |                                |                                  |        |            |
| Cimitarra              |                                |                                  |        |            |
| Concepción             |                                |                                  |        |            |
| Confines               |                                |                                  |        |            |
| Contratación           |                                |                                  |        |            |
| Coromoro               |                                |                                  |        |            |
| Curití                 |                                |                                  |        |            |
| El Carmen de Chucurí   |                                |                                  |        |            |
| El Guacamayo           |                                |                                  |        |            |
| El Peñón               |                                |                                  |        |            |
| El Playón              |                                |                                  |        |            |
| Encino                 |                                |                                  |        |            |
| Enciso                 |                                |                                  |        |            |
| Florián                |                                |                                  |        |            |
| Floridablanca          | José Fernando Sánchez Carvajal | Coalición Floridablanca en Orden | 53.921 | 41.01%     |
| Galán                  |                                |                                  |        |            |
| Gámbita                |                                |                                  |        |            |
| Girón                  |                                |                                  |        |            |
| Guaca                  |                                |                                  |        |            |
| Guadalupe              |                                |                                  |        |            |
| Guapotá                |                                |                                  |        |            |
| Guavatá                |                                |                                  |        |            |
| Güepsa                 |                                |                                  |        |            |
| Hato                   |                                |                                  |        |            |
| Jesús María            |                                |                                  |        |            |
| Jordán                 |                                |                                  |        |            |
| La Belleza             |                                |                                  |        |            |
| La Paz                 |                                |                                  |        |            |
| Landázuri              |                                |                                  |        |            |
| Lebrija                |                                |                                  |        |            |
| Los Santos             |                                |                                  |        |            |
| Macaravita             |                                |                                  |        |            |
| Málaga                 |                                |                                  |        |            |
| Matanza                |                                |                                  |        |            |
| Mogotes                |                                |                                  |        |            |
| Molagavita             |                                |                                  |        |            |
| Ocamonte               |                                |                                  |        |            |
| Oiba                   |                                |                                  |        |            |
| Onzaga                 |                                |                                  |        |            |
| Palmar                 |                                |                                  |        |            |
| Palmas del Socorro     |                                |                                  |        |            |
| Páramo                 |                                |                                  |        |            |
| Piedecuesta            |                                |                                  |        |            |
| Pinchote               |                                |                                  |        |            |
| Puente Nacional        |                                |                                  |        |            |
| Puerto Parra           |                                |                                  |        |            |
| Puerto Wilches         |                                |                                  |        |            |
| Rionegro               |                                |                                  |        |            |
| Sabana de Torres       |                                |                                  |        |            |
| San Andrés             |                                |                                  |        |            |
| San Benito             |                                |                                  |        |            |
| San Gil                |                                |                                  |        |            |
| San Joaquín            |                                |                                  |        |            |
| San José de Miranda    |                                |                                  |        |            |
| San Miguel             |                                |                                  |        |            |
| San Vicente de Chucurí |                                |                                  |        |            |
| Santa Bárbara          |                                |                                  |        |            |
| Santa Helena del Opón  |                                |                                  |        |            |
| Simacota               |                                |                                  |        |            |
| Socorro                |                                |                                  |        |            |
| Suaita                 |                                |                                  |        |            |
| Sucre                  |                                |                                  |        |            |
| Suratá                 |                                |                                  |        |            |
| Tona                   |                                |                                  |        |            |
| Valle de San José      |                                |                                  |        |            |
| Vélez                  |                                |                                  |        |            |
| Vetas                  |                                |                                  |        |            |
| Villanueva             |                                |                                  |        |            |
| Zapatoca               |                                |                                  |        |            |

### Sucre
| Municipio           | Alcalde electo                    | Partido                                     | Votos  | Porcentaje |
| ------------------- | --------------------------------- | ------------------------------------------- | ------ | ---------- |
| Buenavista          | Jose Nicolas Arrieta              | Partido Conservador                         | 3.055  | 40,71%     |
| Caimito             | Lucy Ester Vuelvas                | Partido de la U                             | 3.335  | 41,59%     |
| Chalán              | Jorge David Mendez                | Partido Conservador                         | 1.806  | 44,08%     |
| Colosó              | Dager Manrique Paternina          | La Fuerza De La Paz                         | 4.993  | 73,50%     |
| Corozal             | Bayron Joaquin Ospina             | Partido Conservador                         | 12.146 | 33,19%     |
| Coveñas             | Netski Feria Moreno               | Centro Democrático                          | 4.996  | 46,88%     |
| El Roble            | Carlos Alberto Salgado            | PLC-Partido de la U                         | 3.494  | 44,50%     |
| Galeras             | Jaime Isaac Castro                | Partido de la U                             | 7.463  | 55,44%     |
| Guaranda            | Nolberto Beltran Bueno            | Liderazgo y Gestion Por Guaranda            | 4.827  | 45,98%     |
| La Unión            | Hernando Andrés Vergara Ricardo   | Partido Unión de la Gente - Partido de la U | 4.301  | 50,40%     |
| Los Palmitos        | Gabriel Federico Rey Murcia       | Partido Liberal Colombiano                  | 8.743  | 55,79%     |
| Majagual            | Luis Germán Sampayo Manrique      | Partido Unión de la Gente - Partido de la U | 9.286  | 44,46%     |
| Morroa              | Luis Germán Rodríguez Domínguez   | Equipo por Morroa                           | 5128   | 45.06%     |
| Ovejas              | Mario Rafael Ricardo Rodríguez    | Partido Colombia Justas Libres              | 12.089 | 70.28%     |
| Palmito             | Luis Camilo Pérez Conde           | Agrupación Política en Marcha               | 5.655  | 56.97%     |
| Sampués             | Javier Andrés Geney Pérez         | Partido Conservador Colombiano              | 11.435 | 42,45%     |
| San Benito Abad     | Pedro Tomás Martelo Imbett        | Gente Firme                                 | 7.545  | 46,00%     |
| San Juan de Betulia | Roberto Carlos Ortega Aldana      | Partido Alianza Verde                       | 5.015  | 51,10%     |
| San Marcos          | Arnulfo Miguel Ortega López       | Partido Unión de la Gente - Partido de la U | 12.150 | 38,80%     |
| San Onofre          | Marta Cecilia Cantillo Martínez   | Partido Colombia Justa Libres               | 13.986 | 51,84%     |
| San Pedro           | German Junior Manjarres Hernández | Partido Alianza Verde                       | 6.745  | 49,04%     |
| Santiago de Tolú    | Wilmer Antonio Pérez Pérez        | Partido Cambio Radical                      | 5.220  | 29,52%     |
| Sincé               | Andrés Alfredo Aldana Padilla     | Agrupación Política en Marcha               | 8.683  | 41,63%     |
| Sincelejo           | Yahir Fernando Acuña Cardales     | Partido Unión de la Gente - Partido de la U | 78.291 | 52,71%     |
| Sucre               | Assad Elías Cure Hernández        | Partido Unión de la Gente - Partido de la U | 6.952  | 45,51%     |
| Tolúviejo           | José Luis Salcedo Martínez        | Partido Unión de la Gente - Partido de la U | 8.614  | 53,67%     |

### Tolima
| Municipio                  | Alcalde electo                    | Partido                                                             | Votos  | Porcentaje |
| -------------------------- | --------------------------------- | ------------------------------------------------------------------- | ------ | ---------- |
| Alpujarra                  | David Ramiro Tovar Guerrero       | Partido Conservador - Colombia Renaciente                           | 1.452  | 61.95%     |
| Alvarado                   | Henry Julián Ramírez Álvarez      | Partido Conservador - ASI                                           | 2.773  | 44.46%     |
| Ambalema                   | Marco Tulio Velázquez Pulido      | Partido Conservador - Colombia Renaciente - CD                      | 1.870  | 41.79%     |
| Anzoátegui                 | Ferney Pavón Beltran              | Partido Conservador - ASI                                           | 2.999  | 50.29%     |
| Armero                     | Mauricio Cuellar Arias            | Colombia Renaciente                                                 | 2.649  | 40.88%     |
| Ataco                      | Héctor Fabio Muñoz Briñez         | Nueva Fuerza Democrática                                            | 3.498  | 32.23%     |
| Cajamarca                  | Camilo Ernesto Valencia Agudelo   | Partido Conservador                                                 | 5.493  | 54.12%     |
| Carmen de Apicalá          | Luis Ángel Gutiérrez Ortiz        | Todos Construimos Progreso                                          | 4.307  | 57.85%     |
| Casabianca                 | William Cardona Orozco            | Partido Conservador - ASI                                           | 1.910  | 46.94%     |
| Chaparral                  | Helver González Mora              | Chaparral Decide C - ASI - NL - CR                                  | 10.504 | 48.07%     |
| Coello                     | Santiago Herrera Yepez            | Partido Conservador - Colombia Renaciente - CD                      | 1.572  | 24.28%     |
| Coyaima                    | Oswaldo Mauricio Alape Arias      | Partido Conservador - ASI - CD                                      | 4.355  | 36.01%     |
| Cunday                     | William Escobar López             | Partido de la Unión por la Gente                                    | 1.752  | 35.45%     |
| Dolores                    | Jhon Armando Vergel Rodríguez     | Partido Cambio Radical                                              | 2.072  | 42.48%     |
| Espinal                    | Wilson Gutiérrez Montaña          | Partido Conservador - Gente en Movimiento                           | 19.356 | 47.07%     |
| Falan                      | Forney Munevar Monsalve           | Movimiento Ciudadano de Activa Gestión y Compromiso con Falan - PCC | 2.386  | 55.42%     |
| Flandes                    | Ana Judith Gamboa Mantilla        | Coalición Cambiemos la Historia - U - FdlP - Creemos                | 4.836  | 37.20%     |
| Fresno                     | Carlos Enrique Quiroga Calderón   | Partido Conservador                                                 | 6.707  | 43.71%     |
| Guamo                      | Álvaro Augusto Prada Rueda        | Partido Conservador                                                 | 7.478  | 45.17%     |
| Herveo                     | Gina Vanesa Silva Buritica        | Partido Conservador - ADA - LIGA                                    | 2.331  | 58.67%     |
| Honda                      | Juan Enrique Rondón García        | #HondaNosUne CR - CREEMOS COLOMBIA                                  | 4.348  | 32.03%     |
| Ibagué                     | Johana Ximena Aranda Rivera       | Coalición Ibagué para Todos                                         | 74.889 | 31,44%     |
| Icononzo                   | Hugo Nelson Jiménez Quinche       | Partido Liberal                                                     | 2.389  | 41.20%     |
| Lérida                     | Luis Carlos Amézquita Cárdenas    | Acuerdo de Coalición Política y Programática                        | 4.937  | 50.19%     |
| Líbano                     | Beatriz Valencia Gómez            | Firme con el Líbano                                                 | 7.917  | 42.64%     |
| Melgar                     | Rodrigo Hernández Lozano          | Partido Conservador - ADA - AICO - Cambio Radical                   | 7.948  | 38.00%     |
| Murillo                    | María Camila Sánchez Velásquez    | Súmate por Murillo                                                  | 1.322  | 55.61%     |
| Natagaima                  | Astrid Pava Yara                  | PCC - ADA - CD - PCR                                                | 4.780  | 51.18%     |
| Ortega                     | Diego Arbey Matiz Garzón          | Partido Conservador - ADA                                           | 8.201  | 60.31%     |
| Palocabildo                | Mayer Augusto Aguirre Téllez      | Con Nosotros es Palocabildo                                         | 2.772  | 49.05%     |
| Piedras                    | John Alexander Pinzón Hernández   | Coalición Piedras en Buenas Manos                                   | 2.463  | 59.34%     |
| Planadas                   | Juan Camilo Hueje Ribera          | Partido Conservador - Colombia Renaciente                           | 6.022  | 42.91%     |
| Prado                      | José Jadel Flores Serrato         | Alianza Social por Prado                                            | 2.447  | 45.02%     |
| Purificación               | Juan Carlos Bessolo Montaña       | Purificación Somos Todos                                            | 5.532  | 38.29%     |
| Rioblanco                  | Daniel Eduardo Rodríguez Rayo     | Juntos lo Haremos Realidad                                          | 5.193  | 47.49%     |
| Roncesvalles               | Edison Eduardo Grajales Gutiérrez | Colombia Renaciente                                                 | 960    | 35.58%     |
| Rovira                     | Víctor Alfonso Gualtero Gómez     | Partido Conservador - AICO - ASI                                    | 6.466  | 52.44%     |
| Saldaña                    | Hernan Rivera                     | Partido Conservador - ADA - ASI                                     | 6.652  | 72.48%     |
| San Antonio                | José Dayler Lasso Mosquera        | Juntos Crecemos Más PCC - ADA                                       | 3.526  | 50.55%     |
| San Luis                   | Ricardo Andrés Acosta Salas       | Partido Conservador - CD - Salvación Nacional                       | 6.031  | 63.67%     |
| San Sebastián de Mariquita | Marta Lucía Maya Díaz             | Siempre con la Gente                                                | 4.338  | 25.29%     |
| Santa Isabel               | Diana Magaly Caro Galindo         | Partido Conservador - Cambio Radical - CD                           | 2.095  | 50.72%     |
| Suárez                     | Consuelo Ávila Aldana             | Partido Conservador - Colombia Renaciente                           | 1.390  | 37.63%     |
| Valle de San Juan          | John Anderson Bonilla Cortes      | Partido Conservador                                                 | 2.465  | 75.26%     |
| Venadillo                  | Rolando Gomes Reyes               | Pa' Delante Venadillo                                               | 2.591  | 33.18%     |
| Villahermosa               | Iván Mauricio Pulido Rodríguez    | Partido Conservador - Centro Democrático                            | 2.312  | 54.31%     |
| Villarrica                 | Javier Orlando Montilla Ortiz     | Partido Conservador                                                 | 1.446  | 45.00%     |

### Valle del Cauca
| Municipio:         | Alcalde electo:                    | Partido:                                                         | Votos:  | Porcentaje: |
| ------------------ | ---------------------------------- | ---------------------------------------------------------------- | ------- | ----------- |
| Alcalá             | Javier Andrés Herrera Hurtado      | Partido de la U                                                  | 3.522   | 50,16%      |
| Andalucía          | Fernando Giron Vanderhuk           | Partido de la U                                                  | 7.151   | 59,98%      |
| Ansermanuevo       | Lubin Ramírez Peña                 | Partido Conservador Colombiano                                   | 4.845   | 50,28%      |
| Argelia            | Wilson Vanegas Villa               | Partido de la U                                                  | 1.684   | 51,04%      |
| Bolívar            | Julián Muriel Andrade              | Partido de la U                                                  | 4.352   | 53,49%      |
| Buenaventura       | Ligia del Carmen Córdoba Martínez  | Coalición Alcaldía de Buenaventura                               | 42.201  | 40,93%      |
| Buga               | Karol Vanessa Martínez Silva       | Bugueños Somos Todos - PCR - Liberal                             | 12.660  | 21,22%      |
| Bugalagrande       | Jorge Eliecer Rojas                | Partido Liberal Colombiano                                       | 4.310   | 31,71%      |
| Caicedonia         | Liliana Patricia Fernández Duque   | Coalición Juntos Por Caicedonia                                  | 4.685   | 34,76%      |
| Cali               | Alejandro Eder                     | Coalición Revivamos Cali                                         | 315.599 | 40,39%      |
| Calima - El Darién | Alejandro Antonio Cadavid Pinilla  | Partido de la U - ASI                                            | 3.065   | 35,70%      |
| Candelaria         | Gessica Vallejo Valencia           | Candelaria Si Podemos                                            | 22.746  | 49,14%      |
| Cartago            | Juan David Piedrahíta López        | Mas Progreso, Mejor Futuro - ASI - Liberal                       | 22.448  | 34,83%      |
| Dagua              | Karol Villarejo                    | La U - Cambio Radical - Fuerza de la Paz                         | 6.122   | 32,54%      |
| El Águila          | Andrés Fernando Herrera Duque      | Partido de la U                                                  | 2.518   | 54,83%      |
| El Cairo           | Orlain Salazar Ramírez             | Partido de la U                                                  | 2.630   | 72,25%      |
| El Cerrito         | José Arles Tobon Giron             | Partido de la U                                                  | 10.444  | 33,92%      |
| El Dovio           | Héctor Enrique de la Torre Benítez | Partido de la U                                                  | 2.539   | 43,33%      |
| Florida            | Dimas Antonio Ramírez Toro         | Alianza Democrática Amplia ADA                                   | 8.762   | 29,52%      |
| Ginebra            | Jesús Fernando Martínez Cardona    | Partido de la U                                                  | 7.291   | 62,10%      |
| Guacarí            | Leonor Abadía Benítez              | Partido de la U                                                  | 8.088   | 43,38%      |
| Jamundí            | Paola Andrea Castillo Gutiérrez    | Partido Liberal Colombiano                                       | 23.038  | 38,64%      |
| La Cumbre          | Víctor Alfonso Collazos Cifuentes  | Coalición Juntos Construyendo Futuro                             | 4.487   | 58,74%      |
| La Unión           | Germán Alfonso Villaquiran Hurtado | La Union, Municipio saludable de Colombia Creemos - Liberal - CD | 6.547   | 39,71%      |
| La Victoria        | Marco Aurelio Cardona Ortiz        | Partido de la U - Cambio Radical                                 | 3.479   | 49,73%      |
| Obando             | Diego Armando Ortiz Buitrago       | Amor Por Lo Nuestro Demócrata - Liberal - CR                     | 3.620   | 53,70%      |
| Palmira            | Víctor Manuel Ramos Vergara        | Palmira bien pensado                                             | 57.224  | 40,96%      |
| Pradera            | Francisco Javier Guzmán Figueroa   | Partido Alianza Verde                                            | 7.383   | 31,97%      |
| Restrepo           | Luis Edilmer Ortega Meneses        | Partido Alianza Verde                                            | 3.835   | 42,79%      |
| Riofrío            | Viviana Patricia Mena Zapata       | Partido de la U                                                  | 3.865   | 43,56%      |
| Roldanillo         | Jaime Ríos Álvarez                 | Partido de la U                                                  | 8.458   | 44,82%      |
| San Pedro          | Diego Fernando Mendoza Tascon      | Partido de la U                                                  | 4.459   | 48,67%      |
| Sevilla            | Manuel Felipe Quintero Ceballos    | La U - Colombia Renaciente - AICO                                | 8.329   | 44,70%      |
| Toro               | Jhon Fredy Valencia Bedoya         | Partido Demócrata Colombiano                                     | 2.735   | 37,89%      |
| Trujillo           | José Luis Duque Castaño            | Partido de la U                                                  | 5.154   | 57,63%      |
| Tuluá              | Gustavo Adolfo Vélez Román         | Partido Conservador Colombiano                                   | 41.509  | 45,05%      |
| Ulloa              | Miguel Antonio Mateus Bedoya       | La U - Liberal - ASI                                             | 2.259   | 74,38%      |
| Versalles          | Alba Marina Gómez Ángel            | Todo Por Amor a Versalles                                        | 2.990   | 63,79%      |
| Vijes              | Oscar Fernando Muñoz Perlaza       | ¡PODEMOS!                                                        | 3.746   | 52,96%      |
| Yotoco             | Luis Mario Valens Bedoya           | Partido de la U                                                  | 4.812   | 50,94%      |
| Yumbo              | Edgar Alexander Ruiz García        | Partido de la U                                                  | 38.410  | 57,15%      |
| Zarzal             | Alexander Gómez Salazar            | Alianza Democrática Amplia ADA                                   | 9.796   | 38,52%      |

### Vaupés
| Municipio | Alcalde electo                 | Partido                              | Votos | Porcentaje |
| --------- | ------------------------------ | ------------------------------------ | ----- | ---------- |
| Carurú    | José Antonio Fandiño Rodríguez | Partido Demócrata Colombiano         | 478   | 41.27%     |
| Mitú      | Marco Alirio Porras Pérez      | Partido Alianza Social Independiente | 4.415 | 38.07%     |
| Taraira   | Haroldo Andrés Corrales        | Partido Alianza Social Independiente | 646   | 59.87%     |

### Vichada
| Municipio      | Alcalde electo                  | Partido                        | Votos | Porcentaje |
| -------------- | ------------------------------- | ------------------------------ | ----- | ---------- |
| Cumaribo       | Armel Caracas Viveros           | Pacto Histórico Colombia Puede | 2.642 | 19.89%     |
| La Primavera   | Luis Eduardo Rojas Herrera      | Partido Liberal Colombiano     | 1.638 | 32.30%     |
| Puerto Carreño | Jaime Ariel Rodríguez Guzmán    | Partido Alianza Verde          | 3.950 | 35.33%     |
| Santa Rosalía  | Esneider Fabián Marulanda López | Partido Centro Democrático     | 1.233 | 46.51%     |

## Asambleas Departamentales

#### Amazonas
|  | 16.02 % |

|  | 14.47 % |

|  | 14.39 % |

|  | 10.48 % |

|  | 8.12 % |

|  | 7.83 % |

|  | 6.26 % |

|  | 5.55 % |

|  | 4.83 % |

|  | 3.77 % |

|  | 1.66 % |

|  | 1.49 % |

|  | 0.00 % |

|  | 0.00 % |

|  | 0.00 % |

#### Antioquia
|  | 17.60 % |

|  | 14.75 % |

|  | 11.02 % |

|  | 10.53 % |

|  | 8.11 % |

|  | 4.66 % |

|  | 4.35 % |

|  | 3.76 % |

|  | 2.90 % |

|  | 2.65 % |

|  | 1.46 % |

|  | 0.40 % |

|  | 0.38 % |

|  | 17.43 % |

|  | 2.81 % |

|  | 14.21 % |

#### Arauca
|  | 22.98 % |

|  | 14.85 % |

|  | 14.21 % |

|  | 11.23 % |

|  | 8.79 % |

|  | 7.64 % |

|  | 4.55 % |

|  | 4.18 % |

|  | 1.14 % |

|  | 0.86 % |

|  | 0.82 % |

|  | 0.68 % |

|  | 0.32 % |

|  | 0.21 % |

|  | 0.00 % |

|  | 7.53 % |

|  | 3.02 % |

|  | 7.69 % |

#### Atlántico
|  | 27.01 % |

|  | 21.70 % |

|  | 11.07 % |

|  | 8.15 % |

|  | 7.97 % |

|  | 5.74 % |

|  | 3.34 % |

|  | 1.51 % |

|  | 0.57 % |

|  | 0.41 % |

|  | 0.19 % |

|  | 12.34 % |

|  | 2.97 % |

|  | 9.77 % |

#### Bolívar
|  | 27.32 % |

|  | 15.66 % |

|  | 11.44 % |

|  | 8.97 % |

|  | 8.73 % |

|  | 5.14 % |

|  | 4.17 % |

|  | 1.29 % |

|  | 0.54 % |

|  | 16.73 % |

|  | 2.84 % |

|  | 17.32 % |

#### Boyacá
|  | 22.83 % |

|  | 16.90 % |

|  | 11.96 % |

|  | 11.35 % |

|  | 9.54 % |

|  | 6.67 % |

|  | 6.64 % |

|  | 0.55 % |

|  | 0.29 % |

|  | 13.27 % |

|  | 3.09 % |

|  | 9.22 % |

#### Caldas
|  | 16.97 % |

|  | 16.61 % |

|  | 14.85 % |

|  | 9.08 % |

|  | 8.73 % |

|  | 6.19 % |

|  | 5.37 % |

|  | 4.00 % |

|  | 1.16 % |

|  | 17.03 % |

|  | 4.87 % |

|  | 11.65 % |

#### Caquetá
|  | 18.13 % |

|  | 16.19 % |

|  | 15.90 % |

|  | 8.78 % |

|  | 7.82 % |

|  | 5.88 % |

|  | 5.37 % |

|  | 4.79 % |

|  | 2.99 % |

|  | 1.11 % |

|  | 0.98 % |

|  | 0.56 % |

|  | 11.49 % |

|  | 2.84 % |

|  | 12.66 % |

#### Casanare
|  | 16.82 % |

|  | 16.67 % |

|  | 14.04 % |

|  | 10.30 % |

|  | 9.80 % |

|  | 7.76 % |

|  | 6.26 % |

|  | 6.12 % |

|  | 1.51 % |

|  | 1.17 % |

|  | 0.09 % |

|  | 9.47 % |

|  | 3.30 % |

|  | 6.27 % |

#### Cauca
|  | 15.10 % |

|  | 13.07 % |

|  | 10.33 % |

|  | 10.31 % |

|  | 9.67 % |

|  | 9.13 % |

|  | 5.87 % |

|  | 4.13 % |

|  | 4.11 % |

|  | 1.02 % |

|  | 0.98 % |

|  | 0.42 % |

|  | 0.33 % |

|  | 15.54 % |

|  | 4.01 % |

|  | 18.05 % |

#### Cesar
|  | 18.58 % |

|  | 13.74 % |

|  | 13.17 % |

|  | 12.83 % |

|  | 10.12 % |

|  | 8.77 % |

|  | 5.84 % |

|  | 3.18 % |

|  | 1.96 % |

|  | 1.03 % |

|  | 10.78 % |

|  | 3.35 % |

|  | 11.87 % |

#### Chocó
|  | 17.83 % |

|  | 15.26 % |

|  | 13.43 % |

|  | 12.90 % |

|  | 9.41 % |

|  | 7.39 % |

|  | 6.64 % |

|  | 4.22 % |

|  | 3.68 % |

|  | 2.33 % |

|  | 0.27 % |

|  | 6.65 % |

|  | 5.01 % |

|  | 15.38 % |

#### Córdoba
|  | 22.69 % |

|  | 20.45 % |

|  | 14.36 % |

|  | 11.95 % |

|  | 8.12 % |

|  | 6.08 % |

|  | 4.04 % |

|  | 1.58 % |

|  | 1.01 % |

|  | 0.58 % |

|  | 0.19 % |

|  | 0.00 % |

|  | 8.95 % |

|  | 2.34 % |

|  | 16.37 % |

#### Cundinamarca
|  | 13.09 % |

|  | 12.35 % |

|  | 10.11 % |

|  | 9.66 % |

|  | 9.55 % |

|  | 6.27 % |

|  | 6.18 % |

|  | 5.95 % |

|  | 3.05 % |

|  | 0.73 % |

|  | 0.64 % |

|  | 0.64 % |

|  | 0.46 % |

|  | 0.38 % |

|  | 20.94 % |

|  | 4.79 % |

|  | 9.12 % |

#### Guainía
|  | 13.68 % |

|  | 13.10 % |

|  | 12.43 % |

|  | 11.28 % |

|  | 9.78 % |

|  | 9.41 % |

|  | 9.34 % |

|  | 7.99 % |

|  | 5.25 % |

|  | 2.54 % |

|  | 2.11 % |

|  | 3.11 % |

|  | 2.20 % |

|  | 5.45 % |

#### Guaviare
|  | 28.40 % |

|  | 14.68 % |

|  | 13.11 % |

|  | 9.07 % |

|  | 8.98 % |

|  | 6.90 % |

|  | 6.74 % |

|  | 5.28 % |

|  | 1.28 % |

|  | 5.55 % |

|  | 2.81 % |

|  | 5.56 % |

#### Huila
|  | 21.43 % |

|  | 12.70 % |

|  | 12.58 % |

|  | 12.38 % |

|  | 8.15 % |

|  | 7.76 % |

|  | 5.39 % |

|  | 3.94 % |

|  | 0.00 % |

|  | 15.66 % |

|  | 3.33 % |

|  | 13.16 % |

#### La Guajira
|  | 26.66 % |

|  | 15.81 % |

|  | 11.44 % |

|  | 10.55 % |

|  | 10.01 % |

|  | 6.23 % |

|  | 3.78 % |

|  | 3.23 % |

|  | 2.46 % |

|  | 9.83 % |

|  | 3.38 % |

|  | 13.60 % |

#### Magdalena
|  | 18.18 % |

|  | 14.69 % |

|  | 11.13 % |

|  | 11.11 % |

|  | 10.14 % |

|  | 7.94 % |

|  | 7.21 % |

|  | 4.88 % |

|  | 3.38 % |

|  | 0.00 % |

|  | 11.34 % |

|  | 2.59 % |

|  | 13.73 % |

#### Meta
|  | 16.88 % |

|  | 14.56 % |

|  | 11.38 % |

|  | 11.09 % |

|  | 7.98 % |

|  | 7.61 % |

|  | 4.85 % |

|  | 4.48 % |

|  | 2.95 % |

|  | 1.21 % |

|  | 0.93 % |

|  | 0.81 % |

|  | 0.55 % |

|  | 0.43 % |

|  | 0.00 % |

|  | 14.29 % |

|  | 4.71 % |

|  | 8.86 % |

#### Nariño
|  | 16.75 % |

|  | 16.16 % |

|  | 12.15 % |

|  | 10.51 % |

|  | 9.96 % |

|  | 7.69 % |

|  | 5.68 % |

|  | 5.30 % |

|  | 3.69 % |

|  | 1.14 % |

|  | 10.98 % |

|  | 2.91 % |

|  | 13.06 % |

#### Norte de Santander
|  | 20.21 % |

|  | 14.04 % |

|  | 13.26 % |

|  | 10.75 % |

|  | 9.51 % |

|  | 8.84 % |

|  | 2.46 % |

|  | 2.42 % |

|  | 2.03 % |

|  | 1.04 % |

|  | 1.00 % |

|  | 0.82 % |

|  | 0.55 % |

|  | 0.42 % |

|  | 0.00 % |

|  | 12.64 % |

|  | 3.34 % |

|  | 11.65 % |

#### Putumayo
|  | 11.17 % |

|  | 11.02 % |

|  | 10.77 % |

|  | 9.88 % |

|  | 9.915 % |

|  | 7.84 % |

|  | 7.66 % |

|  | 22.31 % |

|  | 8.823 % |

|  | 4.22 % |

|  | 2.93 % |

|  | 2.75 % |

|  | 2.17 % |

|  | 0.86 % |

|  | 0.45 % |

|  | 7.28 % |

|  | 2.42 % |

|  | 9.64 % |

#### Quindío
|  | 20.19 % |

|  | 14.59 % |

|  | 10.75 % |

|  | 10.70 % |

|  | 5.62 % |

|  | 4.99 % |

|  | 4.68 % |

|  | 4.65 % |

|  | 2.07 % |

|  | 1.36 % |

|  | 0.84 % |

|  | 0.43 % |

|  | 19.12 % |

|  | 4.89 % |

|  | 10.64 % |

#### Risaralda
|  | 24.37 % |

|  | 15.12 % |

|  | 10.94 % |

|  | 9.84 % |

|  | 9.71 % |

|  | 7.65 % |

|  | 22.38 % |

|  | 4.54 % |

|  | 12.12 % |

#### San Andrés y Providencia
|  | 34.21 % |

|  | 16.60 % |

|  | 13.31 % |

|  | 8.43 % |

|  | 7.40 % |

|  | 5.18 % |

|  | 5.02 % |

|  | 4.92 % |

|  | 1.58 % |

|  | 0.75 % |

|  | 0.37 % |

|  | 0.26 % |

|  | 1.96 % |

|  | 2.49 % |

|  | 1.53 % |

#### Santander
|  | 13.19 % |

|  | 10.15 % |

|  | 9.18 % |

|  | 8.73 % |

|  | 7.44 % |

|  | 6.14 % |

|  | 5.98 % |

|  | 5.18 % |

|  | 5.17 % |

|  | 3.90 % |

|  | 3.57 % |

|  | 3.12 % |

|  | 1.01 % |

|  | 0.77 % |

|  | 0.31 % |

|  | 0.30 % |

|  | 15.88 % |

|  | 2.90 % |

|  | 11.23 % |

#### Sucre
|  | 35.45 % |

|  | 27.32 % |

|  | 7.69 % |

|  | 6.96 % |

|  | 6.34 % |

|  | 5.70 % |

|  | 1.06 % |

|  | 0.63 % |

|  | 0.27 % |

|  | 0.27 % |

|  | 8.31 % |

|  | 2.69 % |

|  | 14.15 % |

#### Tolima
|  | 30.00 % |

|  | 11.21 % |

|  | 10.04 % |

|  | 8.84 % |

|  | 6.99 % |

|  | 5.42 % |

|  | 4.65 % |

|  | 4.05 % |

|  | 1.65 % |

|  | 1.41 % |

|  | 15.75 % |

|  | 3.94 % |

|  | 14.63 % |

#### Valle del Cauca
|  | 18.66 % |

|  | 10.69 % |

|  | 10.57 % |

|  | 7.29 % |

|  | 6.83 % |

|  | 6.76 % |

|  | 6.16 % |

|  | 4.56 % |

|  | 3.49 % |

|  | 2.62 % |

|  | 1.45 % |

|  | 0.62 % |

|  | 0.37 % |

|  | 0.35 % |

|  | 19.57 % |

|  | 4.04 % |

|  | 10.06 % |

#### Vaupés
|  | 21.08 % |

|  | 15.12 % |

|  | 15.01 % |

|  | 14.21 % |

|  | 11.11 % |

|  | 9.65 % |

|  | 7.96 % |

|  | 3.21 % |

|  | 2.64 % |

|  | 1.75 % |

|  | 3.70 % |

#### Vichada
|  | 15.94 % |

|  | 13.54 % |

|  | 12.76 % |

|  | 10.65 % |

|  | 10.55 % |

|  | 9.19 % |

|  | 9.09 % |

|  | 6.70 % |

|  | 5.24 % |

|  | 3.76 % |

|  | 2.58 % |

|  | 2.32 % |

|  | 7.12 % |